# شیردهی

علامت بین‌المللی شیردهی

شیردهی یا تغذیه با شیر مادر عمل تغذیه نوزاد یا طفل خردسال توسط شیر مادر به‌طور مستقیم توسط پستان‌های زن، به جای استفاده از شیشه شیر یا ظروف دیگر است. نوزادان قادر به انجام عملی غیرارادی با نام رفلکس مکیدن می‌باشند که آن‌ها را قادر به مکیدن و بلعیدن شیر می‌کند. بیشتر مادران بدون افزودن شیر جانشین یا مواد غذایی دیگر قادر به شیردهی برای مدت ۶ ماه یا بیشتر از آن هستند.
شیر مادر مقوی‌ترین نوع شیر برای نوزاد انسان است؛  البته استثناهایی نیز وجود دارند که سلامت طفل و سینه مادر را به خطر می‌اندازند، همانند وقتی که مادر داروهایی خاص را مصرف می‌کند یا به بیماری‌هایی نظیر ویروس تی-لِنفوتروپیک انسانی، اچ‌آی‌وی یا نمونهٔ فعال شناسایی‌نشده مرض سل مبتلاست. شیردهی باعث بهتر شدن سلامتی مادر، مانع از مبتلا شدن به بیماری‌های مختلف، کاهش هزینه مراقبت‌های پزشکی و هزینه‌های شیردهی می‌شود. شیردهی‌های مصنوعی با مرگ نوزادان توسط اسهال در کشورهای توسعه‌یافته و در حال توسعه همراه است. همهٔ کارشناسان معتقدند که شیردهی بسیار مفید است، اما در مورد این‌که شیردهی طولانی‌تر بسیار مفیدتر است، یا خطرهای استفاده از جانشین‌ها و شیرهای مصنوعی موافق نیستند.
شیردهی و سلامت طفل از نگاه ادیان نیز موضوعی مورد توجه بوده‌است. در دین اسلام، شیردهی به نوزادان توصیه‌شده و در کتاب قرآن در چندین جای از آن یاد شده‌است. سوره ۲ آیه ۲۳۳ می‌گوید: «مادران، فرزندان خود را دو سال تمام شیر دهند، [این حکم] برای کسی است که بخواهد دوران شیرخوارگی را تکمیل کند.» همچنین محمد بن عبدالله پیامبر اسلام گفته بود: «برای طفل شیرخوار، هیچ شیری مبارک‌تر از شیر مادرش نیست.»
سازمان بهداشت جهانی و آکادمی پزشکی اطفال آمریکا روی ارزش بالای شیردهی برای مادر و کودک تأکید می‌کنند. هر دو سازمان تغذیهٔ انحصاری کودک با شیر مادر تا شش ماهگی و بعد از آن شیردهی به همراه غذاهای دیگر را برای حداقل یک‌سال و تا دو سال و بیشتر پیشنهاد می‌کنند. همگام با تشخیص برتری شیردهی و تأکید روی آن، مراجع منظم روی کاهش میزان شیردهی مصنوعی به خاطر خطرهای آن کار می‌کنند.
سازمان بهداشت جهانی، آکادمی پزشکی اطفال آمریکا، اتحاد جهانی اقدام برای شیردهی و بسیاری از مراجع دولتی و غیردولتی دیگر روی اطلاع‌رسانی برای فواید بسیار شیردهی برای نوزاد و مادر کار می‌کنند. از جملهٔ این فواید برای نوزاد می‌توان به مقاومت بیشتر در برابر امراض گوناگون شامل بیماری اسهال، عفونت دستگاه تنفسی فوقانی، عفونت‌های دستگاه ادراری، کاهش شدید عفونت دستگاه تنفسی، محافظت در برابر سندرم مرگ ناگهانی نوزاد، هوش بالاتر، دیابت کمتر، چاقی کمتر در دوران کودکی، گرایش کمتر برای توسعه بیماری‌های آلرژیک، عفونت‌های کمتر روده‌ای در نوزادان نارس و تأثیرات بهداشتی درازمدت دیگری همانند کاهش بیماری سلیاک، سرطان پستان و بیماری‌های قلبی عروقی اشاره کرد. از سوی دیگر، فوایدی که برای مادر مشخص‌شده‌است و پایدار می‌باشد شامل کاهش وزن بعد از زایمان، خطر ابتلای کمتر به سرطان پستان، سرطان تخمدان و سرطان آندومتر، دوباره-معدنی‌سازی استخوان‌ها، خطر کمتر ابتلا به روماتیسم مفصلی و غیره می‌باشد.

## شیر مادر

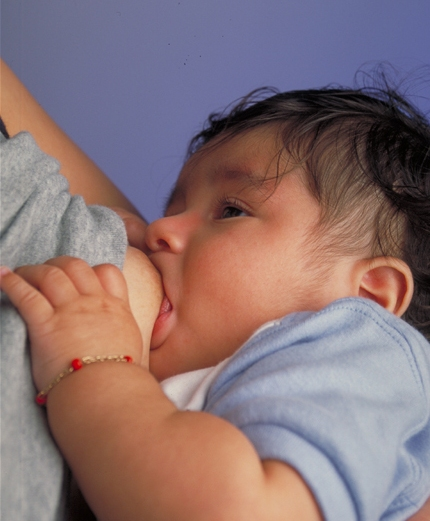
کودکی در حال مکیدن شیر

اگرچه تمامی خواص شیر مادر شناخته نشده‌است، اما ظرفیت مادهٔ مغذی آن مشخص و پایدار است. شیر مادر از مواد مغذی موجود در دستگاه گردش خون و ذخایر بدنی مادر تشکیل شده‌است. همچنین دارای مقادیر مشخص و دقیقی از چربی، شکر، آب و پروتئین می‌باشد که برای رشد و تکامل نوزاد کاملاً ضروری است. با توجه به این‌که شیردهی باعث از دست دادن ۵۰۰ کالری روزانه می‌شود، به کاهش وزن مادر بعد از زایمان کمک شایانی می‌کند. ترکیب شیر مادر در هر مورد فرق می‌کند و وابسته به اینکه طفل در هر دورهٔ شیردهی چه مقدار شیر می‌مکد و چه‌قدر سن دارد، تفاوت می‌کند. کیفیت شیر مادر ممکن است با مصرف سیگار، مشروبات الکلی، نوشیدنی‌های کافئیندار، ماری‌جوانا، متامفتامین، هروئین و متادون به خطر بیفتد

## فواید برای نوزاد

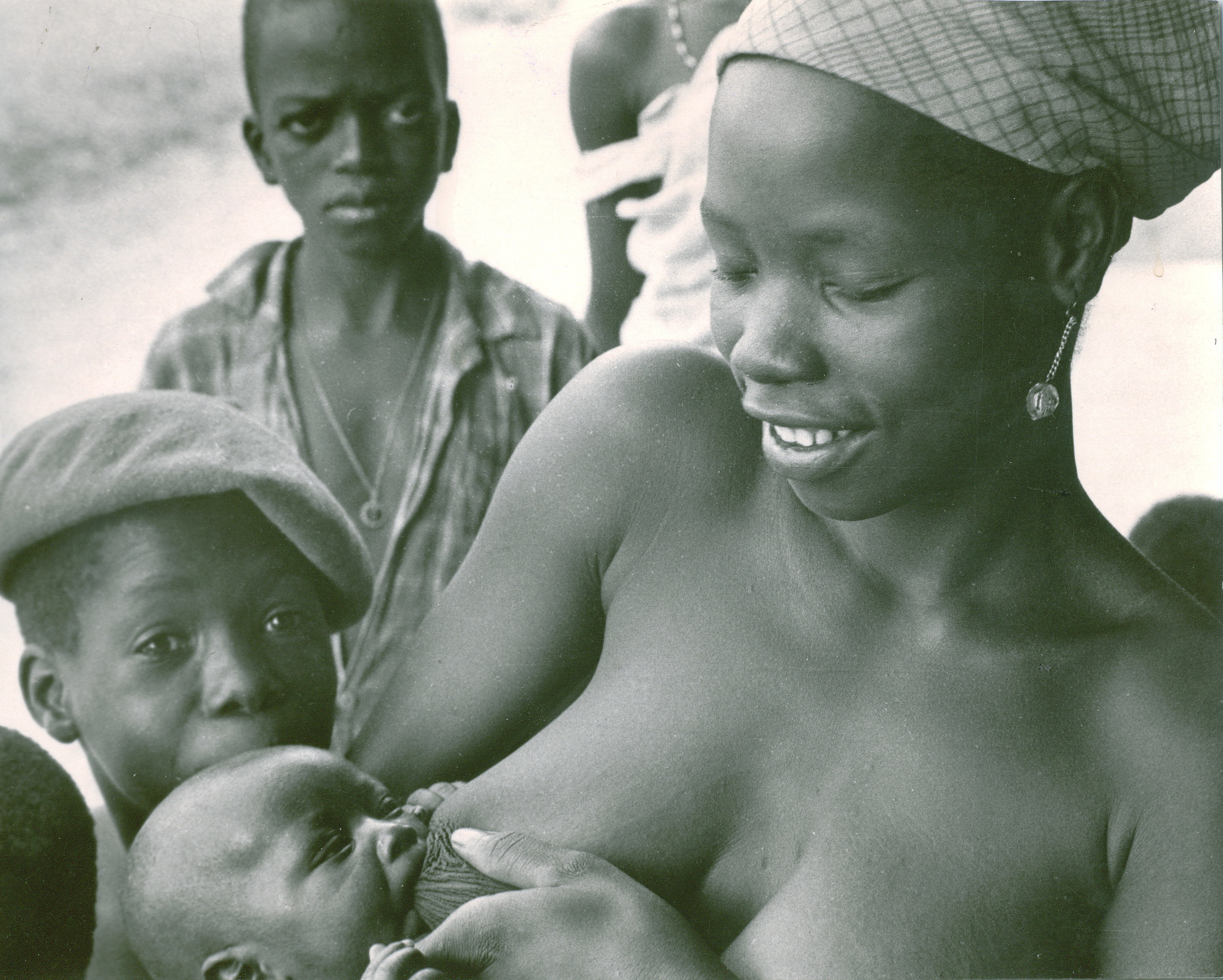
زنی به همراه فرزندش در کابالا در دهه ۱۹۶۰

پژوهش‌های علمی، از جمله مطالعه‌های انجام شده در بررسی ۲۰۰۷ توسط آژانس مراقبت بهداشتی و کیفیت (AHRQ) و پژوهش‌های سال ۲۰۰۷ سازمان بهداشت جهانی، مزایای بسیاری را در مورد تغذیه با شیر مادر برای نوزاد پیدا کرده‌است. برخی از این گزارش‌ها عبارتند از:

### مقاومت بیشتر در برابر امراض
نوزادها در طول تغذیه با شیر مادر آنتی‌بادیهایی را دریافت می‌کنند که از آن‌ها محافظت می‌نماید. این یکی از مهم‌ترین ویژگی‌های آغوز —شیری که برای نوازادان ایجاد شده‌است— می‌باشد. شیر مادر دربرگیرندهٔ عوامل متعددی از ضد-عفونتها می‌باشد که نوزاد را در آینده مقاوم می‌کند. برخی از این ضد-عفونتها شامل لیپاز تحریک‌شده نمک صفرا (حفاظت در برابر عفونت‌های آمیبی)، لاکتوفرین (که متصل به آهن است و باعث مهار رشد باکتریهای رودهای می‌شود) و ایمنوگلوبولین نوع A که در برابر میکروارگانیسمها محافظت می‌کند، می‌باشد.

### عفونت‌های کمتر
در میان پژوهش‌های دانشمندان، نشان‌داده می‌شود که نوزادهایی که با شیر مادر تغذیه کرده‌اند بسیار کمتر از آن‌هایی که به غیر از شیر مادر تغذیه کرده‌اند به خطرهای عفونتی مبتلا می‌شوند:
- مطالعه‌ای در سال ۱۹۹۳ از سوی دانشگاه پزشکی تگزاس، ارتباط متقابلی بین دوره طولانی‌تری از شیردهی و مدت زمان کوتاه‌تری از برخی از عفونت گوش میانی[پ ۱۲] در دو سال اول زندگی را نشان می‌داد.[۲۶]
- پژوهشی در سال ۱۹۹۵ بر روی ۸۷ نوزاد نشان می‌داد که در دوازده ماههٔ نخست زندگی، شیرخواران شیر مادر ۵۰٪ کمتر از رخ‌داد بیماری اسهال، ۱۹٪ کمتر از هرگونه عفونت گوش میانی و ۸۰٪ کمتر از موارد عفونت درازمدت گوش میانی نسبت به نوزادان شیرخشک‌خوار رنج برده‌اند.[۲۷]
- در پژوهشی که در بین ۳۰ نوزاد در سال ۲۰۰۲ انجام شد، این موضوع به چشم می‌خورد که تغذیه با شیر مادر باعث کاهش چشمگیر عفونت دستگاه تنفسی فوقانی[پ ۱۳] در نوزادان نارس تا هفت ماه پس از ترخیص از بیمارستان می‌شود.[۲۸]
- در مطالعه‌ای شهودی در سال ۲۰۰۴، مشخص‌شد که تغذیه با شیر مادر به صورت منحصربه‌فرد تا هفت ماه پس از تولد نوزاد، خطر ابتلا به کسب عفونت‌های دستگاه ادراری[پ ۱۴] را کاهش می‌دهد.[۲۹]
- بررسی سال ۲۰۰۷ AHRQ نشان می‌داد که تغذیه با شیر مادر، کاهش خطر ابتلا به التهاب گوش میانی حاد، اسهال و استفراغ غیرمشخص و کاهش شدید عفونت دستگاه تنفسی را به دنبال دارد.[۲۰]

### محافظت در برابر «SIDS»
نوزادانی که با شیر مادر تغذیه کرده‌اند تا ماه‌های ۲ تا ۳ انگیختگی بهتری در خواب دارند. این مصادف با اوج بروز سندرم مرگ ناگهانی نوزاد (SIDS) می‌باشد. مطالعه‌ای در دانشگاه مونستر نشان می‌دهد که تغذیه با شیر مادر خطر سندرم مرگ ناگهانی نوزاد در کودکان را تا سن ۱ سالگی، به نیم برابر کاهش می‌دهد.

### هوش بالاتر
برخی از پژوهش‌های دانشمندان در مورد این‌که آیا تغذیه با شیر مادر در نوزادان با میزان هوش بالاتری در مراحل بعدی زندگی ارتباط دارد یا خیر، عبارتند از:
- «دارلو هاروود» و «موگریج»[پ ۱۵] در سال ۲۰۰۱، آزمایش ضریب هوشی (IQ) حدود ۲۸۰ کودک کم وزن هنگام تولد را در سنین هفت تا هشت سالگی بررسی کردند.[۳۲] کودکانی که بیش از هشت ماه با شیر مادر تغذیه شده بودند نمره‌هوشی کلامی ۶ یا بالاتر را (که بسیار بالا بود) در مقایسه با کودکانی که از شیر مادر کمتری تغذیه شده‌بودند گرفتند.[۳۲] آن‌ها نتیجه گرفتند «این یافته‌ها به شواهد روزافزونی اضافه شدند که نشان می‌دهد که شیردهی می‌تواند مزایای طولانی مدتی را برای رشد کودک داشته باشد.»[۳۲]
- در سال ۲۰۰۵، پژوهشی روی ۲٬۷۳۴ جفت خواهر و برادر از مؤسسه ملی سلامت طولی نوجوانان انجام شد که ارتباطی متقاعدکننده را از رابطهٔ بین تغذیه با شیر مادر و هوش نشان می‌داد.[۳۳]
- در سال ۲۰۰۶، «دِر» و همکارانش، با انجام مطالعه درازمدت کوهورت،[پ ۱۶] تحلیل جفت‌های خواهر و برادر، و متا-آنالیز، به این نتیجه رسیدند که «شیردهی اثر بسیار کمی یا هیچ اثری در هوش در کودکان ندارد.»[۳۴] محققان دریافتند که «بسیاری از مشاهده‌ها در مورد رابطهٔ بین تغذیه با شیر مادر و رشد هوشی، نتیجه درآمیختگی هوش مادران است.»[۳۴]
- در بررسی سال ۲۰۰۷ از سوی AHRQ، «هیچ رابطه‌ای بین تغذیه با شیر مادر در نوزادان و عملکرد هوش کشف نشد.»[۲۰]
- در سال ۲۰۰۷، بررسی سازمان بهداشت جهانی نشان می‌داد که «تغذیه با شیر مادر با توسعهٔ افزایش هوش در دوران کودکی همراه است.» در بررسی همچنین آمده‌است که، «این مسئله باقی می‌ماند که آیا این ارتباط وابسته به خواص شیر مادر است یا اینکه تغذیه با شیر مادر ارتباط بین مادر و فرزند را افزایش می‌دهد و در نتیجه به رشد فکری نوزاد کمک می‌کند.»[۲۱]
- دو مطالعه اولیه منتشرشده در سال ۲۰۰۷ نشان می‌داد که ضریب هوشی نوزادانی که دارای نوع خاصی از ژن اِف‌اِی‌دی‌اِس۲[پ ۱۷] هستند بالاتر از ۷ می‌باشد؛ این در مقایسه با نوزادانی است که ژن مذکور در آن‌ها وجود ندارد و هیچ بهبودی در حافظهٔ آن‌ها زمانی که با شیر مادر تغذیه می‌شوند نشان داده نمی‌شود.[۳۵] ژن FADS2 روی سوخت‌وساز اسیدهای چرب غیر-اشباع همانند دوکوساهگزائنوئیک اسید[پ ۱۸] و اسید آراشیدونیک[پ ۱۹] که در شیر مادر موجود است تأثیر می‌گذارد، که گفته می‌شود در توسعه اولیهٔ مغز نقش مهمی دارند.[۳۵] محققان این‌طور نتیجه گرفتند که: «یافته‌های ما این ایده را مشخصی می‌کند که محتوای تغذیه‌ای شیر مادر سبب تفاوت‌هایی می‌شود که در ضریب هوشی نوزادها تأثیر می‌گذارد.[۳۶] اما این یک ارتباط همه‌جانبه-یا-هیچ‌جانبه‌ای نیست: تقریباً به نحوی به ساختار ژنتیکی هر نوزاد بستگی دارد.» آن‌ها همچنین نوشتند: «بررسی‌های بیشتر به تکرار و توضیح این ژن خاص انجام خواهد شد.»[۳۵]
- در بزرگترین آزمایش انجام داده شده تاکنون در زمینه شیردهی انسان‌ها، «در بین سال‌های ۱۹۹۶ و ۱۹۹۷ تعدادی از بیمارستان‌های زایمان و کلینیک‌ها در بلاروس برای دریافت ترویج‌نامه‌هایی در رابطه با تشویق برای تغذیه با شیر مادر در طرح بیمارستان دوست‌دار کودک انتخاب شدند.[۳۷] از ۱۳٬۸۸۹ نوزاد متولد شده در این بیمارستان‌ها و تا سالهای ۲۰۰۲ تا ۲۰۰۵، نوزادانی که در بیمارستان‌ها و کلینیک‌های ترویج داده شده زاده شده بودند، دارای ضریب هوشی ۲٫۹ تا بالاتر از ۷٫۵ بودند که ضریب هوشی بسیاری بالایی بود.[۳۷] از آنجا که آزمایشی باید ضریب هوشی مادر را نیز کنترل می‌کرد، نویسندگان نتیجه را در مقاله سال ۲۰۰۸ بیان کردند که داده‌های آن‌ها «شواهدی بسیار قوی را ارائه می‌کرد که نشان می‌داد شیردهی طولانی مدت و منحصربه‌فرد نوزاد باعث بهبود رشد عقلی آن‌ها است.»[۳۷]

### دیابت کمتر
شیر مادر، خطر ابتلا به دیابت نوع اول نموکننده را تا حد قابل توجهی در نوزادانی که به‌طور منحصربه‌فرد از آن تغذیه کرده باشند کاهش می‌دهد؛ این در مقایسه با نوزادانی است که استفاده کمتری از شیر مادر داشته‌اند و زودتر به شیرهای دیگری همانند شیر گاو، شیر خشک یا غذاهای جامد روی آورده‌اند. همچنین این مسئله ثابت‌شده که تغذیه با شیر مادر—به علت تأثیرش بر وزن نوزاد—باعث کاهش چشم‌گیر ابتلا به دیابت نوع دوم می‌شود.

### چاقی کمتر در کودکی
تغذیه نوزادان با شیر مادر، باعث کاهش خطر چاقی مفرط در کودکان بین ماه‌های ۳۹ تا ۴۲ می‌شود. اثر محافظتی شیردهی، هر چند کوچک، در بسیاری از مطالعات بسیار پایدار به‌نظر می‌رسد و با افزایش مدت زمان تغذیه با شیر مادر افزایش می‌یابد.

### گرایش کمتر برای توسعه بیماری‌های آلرژیک (آتوپی)
در کودکانی که در معرض خطر بیشتری در مقابل بیماری‌های آلرژیک رشدکننده هستند (وقتی مشخص می‌شود که والدین، برادر یا خواهر دارای آتوپی باشند)، سندروم آتوپی می‌تواند توسط شیردهی منحصربه‌فرد تا ۴ ماه متوقف یا به تأخیر انداخته شود، اگرچه این فواید بعد از ماه چهارم ممکن است موجود نباشد. با این‌حال عامل کلیدی می‌تواند سنی باشد که در آن شیری غیر از شیرمادر معرفی می‌شود نه طول مدت شیردهی. خطر ابتلا به درماتیت که یکی از شایع‌ترین انواع اگزما می‌باشد، با شیردهی منحصربه‌فرد فراتر از ۱۲ هفته، حتی با وجود سابقه آلرژی در خانواده، می‌تواند کاهش داده شود، اما اگر تا ۱۲ هفته شیردهی منحصربه‌فرد نباشد و با دیگر غذاها همراه باشد، اگزما صرفنظر از سابقه خانوادگی در کودک رشد می‌کند.

### عفونت‌های کمتر روده‌ای در نوزادان نارس
عفونت انتروکلایتز (به اختصار NEC یا ان‌ای‌سی)، نوعی بیماری التهابی حاد روده در نوزادان است که ممکن است نکروز یا مرگ بافت‌های روده را به دنبال داشته باشد. این عارضه عمدتاً در تولد زودرس دیده می‌شود. در یک مطالعه بین ۹۲۶ نوزاد نارس، NEC در ۵۱ نوزاد (۵٬۵ ٪) توسعه یافته بود. میزان مرگ و میر از ان‌ای‌سی نیز ۲۶ ٪ بود. در مقایسه با تغذیه با شیر مادر به صورت منحصربه‌فرد، این عارضه در کودکانی که از چیزی غیر از شیر مادر تغذیه کرده باشند، به میزان شش تا ده بار بیشتر دیده می‌شود، و سه بار بیشتر در نوزادانی که از تغذیه ترکیبی از شیر و دیگر غذاها استفاده کرده باشند شایع‌تر است. در نوزادانی که در بیش از ۳۰ هفته متولد شده‌اند، ان‌ای‌سی بیست بار شایع‌تر از نوزادانی است که به‌طور انحصاری از جانشین شیر مادر تغذیه می‌کنند. در تحقیقاتی که در سال ۲۰۰۷ از چهار کارآزمایی بالینی تصادفی انجام شد، «ارتباط آماری معنی‌داری» را بین تغذیه با شیر مادر و کاهش در خطر ابتلا به ان‌ای‌سی یافتند.

### تأثیرات بهداشتی درازمدت دیگر
در مطالعه‌ای، تغذیه با شیر مادر محافظتی را در برابر آلرژی نشان نداد. با این‌حال، مطالعهٔ دیگری نشان داد که تغذیه با شیر مادر به کاهش خطر ابتلا به آسم، محافظت در برابر آلرژی‌ها و حفاظت در برابر عفونت‌های تنفسی و روده‌ای را برای نوزادان به ارمغان می‌آورد.
بررسی ارتباط بین تغذیه با شیر مادر و بیماری سلیاک (به اختصار CD) نشان داد که تغذیه با شیر مادر در حالی که همراه با افزودن گلوتن در رژیم غذایی همراه باشد، با کاهش خطر ابتلا به سی‌دی همراه است. مطالعه قادر به تعیین اینکه آیا تغذیه با شیر مادر صرف با تأخیر علائم بیماری همراه است یا حفاظت دراز مدت می‌کند، نبود.
مطالعه اولیه‌ای در دانشگاه ویسکانسین به‌طور واضح نشان می‌داد که خطر ابتلا به سرطان پستان در میان زنانی که در دورهٔ نوزادی با شیر مادر تغذیه شده بودند به مراتب کمتر از آن‌هایی بود که تغذیه‌شان با شیر مادر نبود.
تغذیه با شیر مادر می‌تواند خطر ابتلا به بیماری‌های قلبی عروقی در زندگی آینده را کاهش دهد، که در زنانی که در کودکی با شیر مادر تغذیه شده بودند به عنوان کلسترول و سی آرپی کمتر نشان داده می‌شد. همچنین مطالعه‌هایی در سال ۲۰۰۱، نشان می‌داد که بزرگسالانی که با شیر مادر تغذیه شده بودند قابلیت انبساط شریانی کمتری نسبت به بزرگسالانی داشتند که در دوران نوزادی با شیر مادر تغذیه نشده بودند. نتیجه نهایی بررسی سال ۲۰۰۷ سازمان بهداشت جهانی، این مسئله را تأیید کرد که نوزادانی که از شیر مادر تغذیه می‌کنند، در زندگی آینده‌شان با فشار خون کمتری سر و کار دارند. با این‌حال، بررسی سال ۲۰۰۷ AHRQ، نشان می‌داد که «ارتباط بین تغذیه با شیر مادر و بیماری‌های قلبی و عروقی نامشخص است.»

## فواید برای مادر

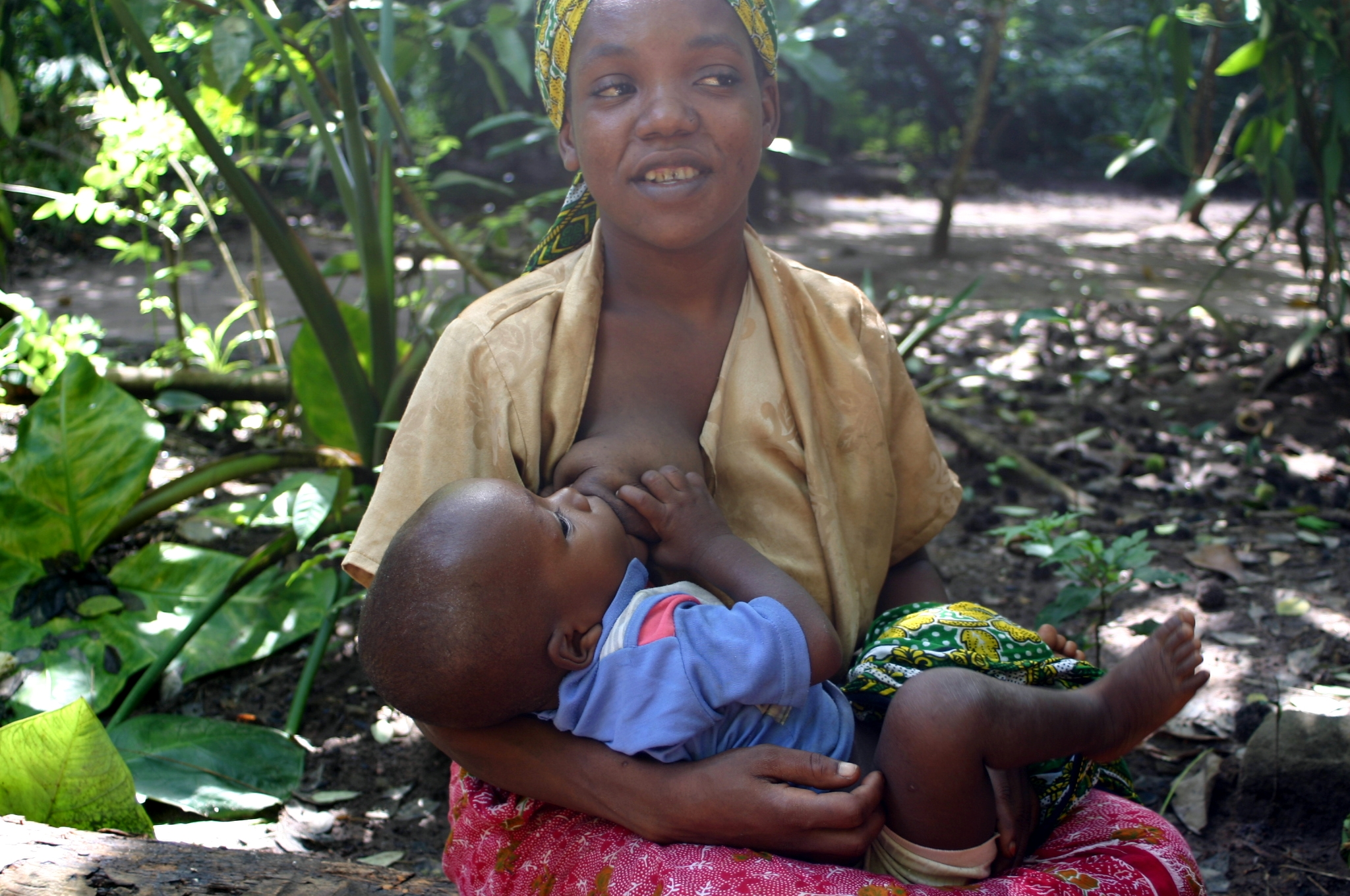
زن زنگباری در حال شیردهی

تغذیه با شیر مادر روشی کم هزینه برای تغذیه نوزاد است که مواد مغذی برای یک نوزاد را در هزینه‌های کوچک برای مادر فراهم می‌کند. تغذیه مکرر و انحصاری نوزاد با شیر مادر می‌تواند بازگشت باروری را از طریق آمنوره شیردهی به تأخیر بیندازد. در طول شیردهی، هورمونهای سودمند وارد بدن مادر می‌شوند و پیوند مادری می‌تواند تقویت شوند. شیردهی در طول بارداری امکان‌پذیر است، اما به‌طور کلی تولید شیر در برخی از جنبه‌ها کاهش خواهد یافت.

### پیوند
هورمون‌های آزاد شده در طول شیردهی به تقویت پیوند بین مادر و فرزند کمک می‌کند. آموزش دادن همسرها برای نحوهٔ مدیریت مشکلات عام با میزان بالاتری از شیردهی همراه است. پشتیبانی از یک مادر هنگام شیردهی می‌تواند به افزایش پیوندهای خانوادگی و ایجاد پیوند بین پدر و کودک کمک بسیاری کند.
اگر مادر در خانه نیست، پرستاری باید باشد که کودک را در همان اندازه شیردهی کند. پمپ‌های پستان مختلفی برای فروش و اجاره موجود است که به مادران شاغل برای تغذیه نوزادهایشان با شیر مادر تا زمانی که می‌خواهند، کمک می‌کند. برای موفق‌تر بودن، مادر باید شیر کافی را تهیه و ذخیره کند تا زمانی که او در خانه نیست کمکی به کودک شود.

### انتشار هورمون
شیردهی باعث رها شدن هورمون‌های اکسی‌توسین و پرولاکتین می‌شود، که آرامش مادر و احساس او را برای پرورش بیشتر به سمت نوزادش به همراه دارد. شیردهی بلافاصله پس از تولد باعث افزایش سطح اکسی‌توسین مادر می‌شود که باعث می‌شود رحم سریع‌تر منقبض شود و در نتیجه کاهش خون‌ریزی را به همراه دارد. پیتوسین، یک هورمون ترکیبی باعث انقباض رحم در طی و بعد از زایمان می‌شود، که ساختاری از مدل اکسی‌توسین است.

### کاهش وزن
به دلیل استفاده از شیر مادر برای نوزاد، در دوران بارداری چربی در بدن مادر انباشته می‌شود. شیردهی نوزاد —حداقل تا ۶ ماه— می‌تواند به مادران برای از دست دادن وزن کمک کند. با این حال، کاهش وزن در بین زنان شیرده بسیار تغییرپذیر است؛ نظارت بر رژیم غذایی و افزایش مقدار و شدت ورزش راه‌های قابل اطمینان‌تری برای از دست‌دادن وزن هستند. در بررسی سال ۲۰۰۷ AHRQ «تأثیر شیردهی در مادران در بازگشت به وزن قبل از حاملگی ناچیز بود و همچنین تأثیر آن در کاهش وزن پس از زایمان مشخص نبود.»

### نازایی طبیعی پس از وضع حمل
شیردهی ممکن باعث تأخیر در بازگشت به باروری برای برخی از زنان توسط تحریک تخمک‌گذاری شود. زن شیرده ممکن است در طول تمام دوران شیردهی تخمک‌گذاری نکند یا دوره‌های منظم داشته باشد. دوره‌ای که در آن تخمک گذاری موجود نیست، ممکن است برای هر خانم متفاوت باشد. آمنوره شیردهی با تأثیری بیش از ۹۸٪ در طول شش ماه اول بعد از بارداری همراه با تعقیب پرستاری‌های خاص به عنوان یک نوع ناقص جلوگیری از بارداری طبیعی استفاده می‌شده‌است. برای برخی از زنان تا دو ماه پس از زایمان، تخمک‌گذاری همراه با شیردهی به صورت کامل امکان‌پذیر است.

### تأثیرات بلندمدت بهداشتی
برخی از تأثیرات و فواید بلندمدت شیردهی برای زنان شیرده عبارتند از:
- خطر ابتلای کمتر به سرطان پستان، سرطان تخمدان[پ ۲۸] و سرطان آندومتر.[پ ۲۹][۱۶][۲۰][۶۰][۶۱]
- مطالعه‌ای در سال ۲۰۰۷ نشان داد که شیردهی برای حداقل ۲۴ ماه با کاهش ۲۳ درصدی از خطر بیماری عروق شریانی قلب همراه است.[۶۲]
- با این وجود در بررسی سال ۲۰۰۷ AHRQ «هیچ ارتباطی بین سابقه شیردهی و خطر ابتلا به پوکی استخوان یافت نشد».[۲۰] مادرانی که بیش از هشت ماه شیردهی کرده باشند از مزایای باز معدنی‌ سازی استخوان‌ها بهره‌مند خواهند شد.[۶۳]
- شیردهی مادران دیابتی به انسولین کمتری نیاز دارد.[۶۴]
- کاهش خطر خون‌ریزی بعد از زایمان.[۵۶]
- براساس مطالعهٔ منتشر شدهٔ سال ۲۰۰۹ دانشگاه مالمو، خانم‌هایی که برای مدت زمان طولانی‌تری شیردهی کرده‌باشند در مقایسه با آن‌هایی که زمان کمتری یا هیچ شیردهی نکرده‌اند، در معرض خطر پایین‌تری برای ابتلا به روماتیسم مفصلی هستند.[۶۵]

## تأیید سازمان‌های بهداشتی

### سازمان بهداشت جهانی
بیشتر مادران می‌توانند و باید شیردهی کنند، همان‌طور که بیشتر نوزادان می‌توانند و باید با شیر مادر تغذیه شوند. شیر مادر فقط در شرایط استثنایی می‌تواند به عنوان شیری نامناسب برای نوزاد در نظر گرفته‌شود. برای شرایط بهداشتی کمی که در آن نوزاد نمی‌تواند یا نباید با شیر مادر تغذیه شود، انتخاب برای بهترین جایگزین شیر مادر می‌تواند شامل، استفاده شیر مادر از دایه‌ای سالم، از بانک شیر مادر یا از جایگزین شیرمادر و خوراندن آن توسط یک فنجان که یک روش امن‌تر نسبت به استفاده از بطری تغذیه و پستانک است—بستگی به شرایط فردی—باشد.
سازمان بهداشت جهانی شیردهی منحصربه‌فرد را برای حداقل شش ماه اول زندگی نوزاد پیشنهاد می‌کند. پس از آن «همراه با تغذیه با شیر مادر تا دو سال یا فراتر از آن، نوزادان باید با غذاهای مغذی و مکمل‌های مناسب و امن تغذیه شوند.»

### آکادمی پزشکی اطفال آمریکا
تحقیقات گسترده با استفاده از روش‌های اپیدمیولوژیک بهبودیافته و تکنیک‌های جدید آزمایشگاهی مزایای فراوان و گوناگون شیردهی را برای نوزادان، مادران، خانواده‌ها و جامعه را سندیت می‌دهد. برخی از این مزایا عبارتند از سلامت، تغذیه، دستگاه ایمنی، رشد و نمو، روانی، اجتماعی، اقتصادی و فواید زیست‌محیطی.
آکادمی پزشکی اطفال آمریکا یا AAP شیردهی منحصربه‌فرد را برای شش ماه اول زندگی توصیه می‌کند. علاوه بر آن، «شیردهی باید حداقل تا سال اول زندگی و فراتر از آن تا زمانی که از جانب هر دو طرف —مادر و کودک— خواسته می‌شود، ادامه داده شود.»

## مشکلات شیردهی
با این‌که شیردهی یکی از فعالیت‌های طبیعی انسان است، مشکلات در آن غیرمعمول نیستند. قراردادن نوزاد به پستان بلافاصله پس از تولد کمک شایانی برای جلوگیری بسیاری از مشکلات می‌کند. سیاست شیردهی آکادمی پزشکی اطفال آمریکا می‌گوید: «سنجش وزن، اندازه‌گیری، حمام‌ کردن و پیشگیری چشم را تا پس از به‌ پایان‌ رساندن اولین شیردهی به تعویق بیندازید.» بسیاری از مشکلات شیردهی با روش‌های مناسب بیمارستان، ماماهای آموزش‌دیده، پزشکان و کارکنان بیمارستان و مشاورهای شیردهی می‌تواند حل شود. شرایطی از جمله عفونت با اچ‌آی‌وی و مسمومیت حاد از آلاینده‌های زیست‌محیطی و غیره وجود دارند که در آن شیردهی ممکن است برای نوزاد خطرناک باشد.
بنیاد پزشکی گزارش داده‌است که جراحی پستان، از جمله ایمپلنت پستان یا جراحی کاهش پستان، شانس یک زن برای داشتن شیر کافی برای شیردهی را کاهش می‌دهد. ممکن است به ندرت مادرانی به دلیل کمبود پرولاکتین قادر به شیردهی نباشند. این عارضه می‌تواند توسط سندرم شیهان، یک نتیجه غیرمعمول از افت ناگهانی فشار خون در هنگام زایمان به علت خون‌ریزی شدید، ایجاد شود. در کشورهای توسعه‌یافته، بسیاری از مادران شاغل به دلیل فشار کار فرزندان خود را شیردهی نمی‌کنند. به عنوان مثال، مادر ممکن است نیاز به برنامه‌ریزی برای شیردهی داشته‌باشد ویک جای پاک، آرام و خصوصی را در محل کار برای پمپاژ پیدا کند. این مزاحمت‌ها باعث دست برداشتن مادرها از شیردهی نوزاد و استفاده از غذاهای جانشین به جای آن می‌شود.

### سرایت عفونت‌ها
نوزادان در روزهای اول تولد نیاز مبرم به تغذیهٔ شیر از آغوش مادران دارند زیرا از این طریق میکروبهای غیر بیماری‌زای بدن مادر به سطح پوست و مخاط دستگاه گوارش و تنفسی منتقل می‌شوند و بدن شیرخوار را در مقابل میکروب‌های بیماری‌زای محیط مقاوم می‌کنند. اگر مادر به یک بیماری مبتلا باشد، مواد مقاومت‌زا در بدن او تولید پادتن می‌کنند و این پادتن‌ها از طریق شیر به بدن شیرخوار منتقل می‌شود؛ بنابراین در آغوش‌ گرفتن و تغذیه نوزاد با شیر مادر در ساعت اول عمر نقش بسیار بزرگی را در افزایش قدرت دفاعی و پیشگیری از بسیاری بیماری‌های عفونی در بدن کودک ایفا می‌کند.

#### سرایت اچ‌آی‌وی
از آنجا که شیردهی می‌تواند باعث انتقال اچ‌آی‌وی از مادر به کودک شود، برنامه ایدز سازمان ملل توصیه می‌کند که از هرگونه شیردهی در این حالت پرهیز شود و در آن‌هنگام غذای جانشین قابل قبول‌تر، امکان‌پذیرتر، مناسب‌تر و امن‌تر است. برخی از ترکیبات شیر مادر می‌توانند از عفونت محافظت کنند. سطوح بالای برخی از اسیدهای چرب غیراشباع در شیر مادر (از جمله اسیدهای آیکاسودیانویک، اراکودانیک و اسید گاما-لینولنیک) با کاهش خطر عفونت‌ها —زمانی که کودک توسط مادران حاوی اچ‌آی‌وی مثبت شیردهی شود— ارتباط بالایی دارد. اسیدهای اراکودانیک و گاما-لینولنیک نیز ممکن است کاهش ویروس اچ‌آی‌وی در شیر مادر را به همراه داشته باشند. به همین دلیل، میزان مرگ و میر نوزادان در کشورهای توسعه‌نیافته زمانی که آن‌ها توسط مادران حاوی اچ‌آی‌وی مثبت شیردهی شوند تا اینکه از جانشین شیر استفاده شوند کم‌تر است.
با این حال، تفاوت در میزان مرگ و میر نوزادان در مناطقی با میزان اطلاعات بهتر گزارش نشده‌است. درمان جلوگیری‌کننده نوزادان با لامیوودین (۳TC) می‌تواند توسط شیردهی کمک به کاهش انتقال اچ‌آی‌وی از مادر به کودک کند. اگر جانشین شیر رایگان یا کمکی به مادران مبتلا به اچ‌آی‌وی داده شود، توصیه‌هایی برای به حداقل رسانیدن شرایط نامناسب همانند افشای وضعیت مادر حاوی اچ‌آی‌وی، شده‌است.

### افتادگی پستان
افتادگی پستان که به آن پتوز پستان نیز می‌گویند یکی از دلایل فرو-افتادگی، فرورفتگی و تنزل پستان‌ها در زنان است که ناشی از سستی حلقه‌های سطحی، رباط عضلانی کوپر و پوست است. در باورهای غلط این‌طور جاافتاده‌است که شیردهی باعث افتادگی و سستی پستان می‌شود و برخی مجله‌ها و نشریه‌های تجاری و غیرتخصصی پزشکی ممکن است در این خصوص مقالات متعددی چاپ کرده‌باشند، اما تاکنون مدرک مستدلی که مورد توافق جامعهٔ تخصصی پزشکی بوده و از این موضوع به عنوان علت افتادگی پستان‌ها نام برده باشند، منتشر نشده‌است.
برخی زنان دارای پتوز پستان تلاش برای انجام جراحی پلاستیکی را دارند که از راه‌های آن می‌توان به عمل ماستوپکسی یا بالا کشیدن پستان، درون‌کاشت پستان (ایمپلنت پستان) و در مواردی هردوی آن‌ها اشاره کرد. اگرچه در پژوهشی در بین ۱۳۲ انجام دهندهٔ عمل جراحی ماستوپکسی که سؤال‌هایی حضوری و تلفنی از آن‌ها پرسیده شده بود، نتیجهٔ نهایی این‌طور گزارش شد: «در بین کسانی که بعد از شیردهی ماستوپکسی انجام داده بودند، از دست دادن وزن در طول حاملگی، تمرین‌های بالاتنه و ورزش و تحرک بعد از حاملگی که از عوامل اصلی زدودن افتادگی پستان هستند، یافت نشده بود.»

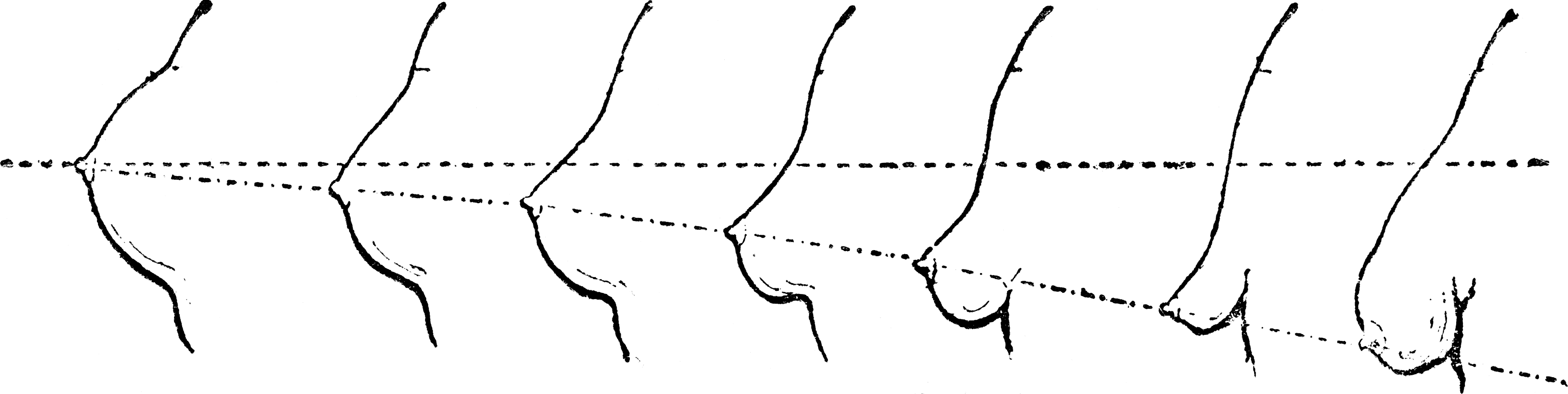
مراحل افتادگی پستان که بعد از زایمان به عواملی چون نداشتن تحرک بعد از حاملگی و از دست ندادن وزن در طول حاملگی بستگی دارد.

## افزایش وزن نوزادان
نوزادانی که با شیر مادر تغذیه شده‌اند، به‌طور کلی با توجه به رهنمودهای زیر وزن به دست می‌آوردند:
- ۰–۴ ماه: ۶ اونس در هفته†[معادل به گرم ۱]
- ۴–۶ ماه: ۴–۵ اونس در هفته[معادل به گرم ۲]
- ۶–۱۲ ماه: ۲–۴ اونس در هفته[معادل به گرم ۳]

†برای برخی از کودکان به دست آوردن ۴–۵ اونس در هر هفته قابل قبول است. این متوسط از کمترین وزن گرفته شده، نه وزن هنگام تولد.
نوزادهایی که با شیر مادر تغذیه شده‌اند، به‌طور متوسط وزن‌شان در ۵–۶ ماه اول زندگی دو برابر می‌شود. یک نوزاد معمولی که با شیر مادر تغذیه شده‌است، در یک سال اول عمرش در حدود دو و نیم برابر وزن زمان تولدش را دارد. همچنین در یک سال نوزادان تغذیه شده با شیر مادر لاغرتر از نوزادانی که به غیر از شیر مادر تغذیه شده‌اند، می‌باشند. تفاوت در وزن و رشد بین نوزادهایی که از شیر مادر تغذیه شده‌اند و آن‌هایی که نشده‌اند در دو سال دیگر مشهود نیست.
| معادل به گرم |
| ------------ |
| 1. 2. 3.     |

## روش‌ها و رعایت‌ها
کتاب‌ها و فیلم‌های متعددی برای توصیه‌های شیردهی مادران موجود هستند. مشاورهای شیردهی در بیمارستان‌ها یا به‌طور خصوصی، و سازمان‌های داوطلب از مادران شیرده مانند مجمع بین‌المللی لالش («لالش» به اسپانیایی به معنی «شیر») هستند، که ارائه مشاوره و پشتیبانی می‌کنند.

### اوایل شیردهی
در نیم ساعت پس از تولد، رفلکس مکیدن کودک شیرخوار در قوی‌ترین حالت ممکن است، و نوزاد بیشتر آگاه‌است، پس این بهترین زمان برای شروع شیردهی است. شیردهی زودتر با مشکلات تغذیه‌ای شبانهٔ کمتری در ارتباط است.

### زمان و مکان برای شیردهی

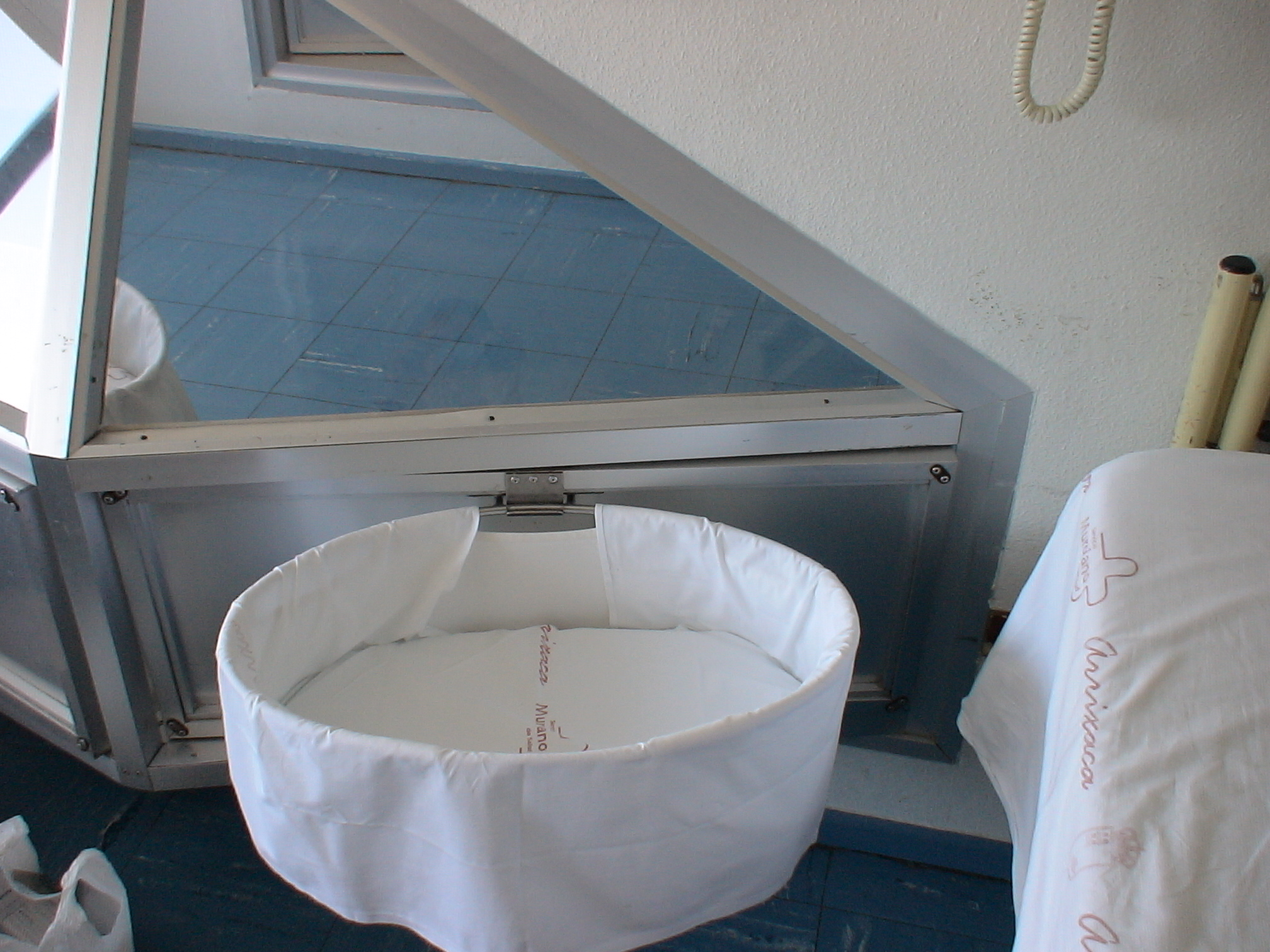
گهواره مراقبت-داخلی کودک

تغذیه با شیر مادر برای حداقل هر دو تا سه ساعت کمک برای حفظ تولید شیر می‌کند. برای اکثر زنان، هشت بار شیردهی یا پمپاژ در هر ۲۴ ساعت تولید شیر آن‌ها را بالا نگه می‌دارد. نوزادان تازه‌ زاده‌ شده ممکن است بیشتر از این نیاز به شیردهی داشته باشند: ۱۰ تا ۱۲ بار شیردهی در هر ساعت ۲۴ حد معمول آن است و برخی ممکن است حتی روزی ۱۸ بار تقاضای شیر کنند. تغذیه کودک «با درخواست» (که گاهی به عنوان «با نشانه» نامیده می‌شود)، به معنی زمانی است که نشانه‌هایی از گرسنگی در کودک پدیدار می‌شود؛ این‌چنین شیردهی به جای شیردهی با استناد بر ساعت، کمک به برقرار کردن تولید شیر و رفع نیازهای کودک در زمان معین می‌کند. با این حال، فهمیدن این موضوع که آیا کودک واقعاً گرسنه‌است بسیار مهم است، زیرا شیردهی بیش‌ازحد ممکن است باعث شود که کودک مقدار بالا و نامتناسبی از آغوز و مقدار کمتری از دیگر محتوای شیر دریافت کند.
«مادرهای باتجربه شیرده یاد می‌گیرند که الگوهای خوردن و نیاز نوزادان متفاوت است. نیازهای مکش برخی از نوزادان در درجه اول شیردهی دیده می‌شود، دیگر نوزادان ممکن است به مکیدن‌های بیشتری از پستان بعد از تغذیه نیاز داشته‌باشند، حتی اگر آن‌ها واقعاً گرسنه نباشند. نوزادان در هنگام تنهایی، وحشت‌زدگی یا درد نیز نیاز به پرستاری دارند.»
«آرامش و رفع احتیاجات در مکیدن پستان از سوی نوزادان، ساختار اصلی طبیعت است. پستانک‌ها جایگزینی برای زمانی که مادر حاضر نیست، می‌باشند. دلایل دیگر برای دادن پستانک به نوزاد شامل توسعه دهان و صورت، مدت طولانی آمنوره شیردهی، سردرگمی نوک‌پستان و تحریک از یک منبع شیر کافی برای اطمینان از میزان بالاتری از شیردهی موفق، می‌باشند.»
قوانین حاضر در اکثر ایالت‌های آمریکا به مادران اجازه می‌دهد که در هر نقطه که مجاز هستند شیردهی کنند. در بیمارستان‌ها، مراقبت-داخلی به یک نوزاد اجازه می‌دهد که همراه با مادرش باشد و بنابراین شیردهی را بهبود و تسریع می‌بخشد. برخی موسسه‌های تجاری اتاق‌های شیردهی مادران را در سطح شهر فراهم کرده‌اند، هرچند طبق قوانین ایالات متحده، مادران مجازند در هر نقطه ممکن بدون رفتن به منطقه‌ای خاص اطفال خود را شیردهی کنند. اتاق‌های مخصوص شیردهی معمولاً توسط زنانی که از کودکان خود دور هستند و شیر تهیه می‌کنند، استفاده و مرجع قرارداده می‌شود.

### قرارگیری، تغذیه و موقعیت
اصول و موقعیت قرارگیری درست در هنگام شیردهی می‌تواند مانع درد نوک پستان شده و به نوزاد اجازه به‌دست آوردن شیر کافی را کنند. «بازتاب گونه» یا «روتینگ رفلکس» تمایل طبیعی نوزاد است که او را به سمت سینه با دهان باز گرایش می‌دهد؛ مادران گاهی اوقات از این حالت با به آرامی نوازش کردن گونه یا لب نوزاد با نوک پستان به منظور القاء کودک به حرکت به سوی وضعیت مناسب شیردهی، سپس با به سرعت حرکت دادن نوزاد بر روی سینه در حالی که دهان نوزاد کاملاً باز است، بهره می‌برند. به منظور جلوگیری از درد نوک پستان و اجازه نوزاد برای گرفتن شیر به اندازه کافی، بخش بزرگی از پستان و هاله باید به دهان کودک وارد شود. برای کمک به کودک برای خوب محکم نگاه‌داشتن، لب بالایی کودک را با نوک پستان خارانده و صبر کرد تا دهان کودک گسترده باز شود، سپس نوزاد را به سمت نوک پستان به سرعت حرکت داده به‌طوری‌که دهان کودک نوک پستان و هاله را دربرگیرد. نوک پستان باید در پشت گلوی کودک همراه با زبان کودک که به صورت صاف در دهان خوابیده‌است، باشد. پستان‌هایی با نوک‌پستان درونی می‌توانند ماساژ داده شوند چنانچه کودک چیز بیشتری برای گرفتن داشته‌باشد. از حالتی که در مقابل کودک حرکت می‌شود نیز باید خودداری شود زیرا این حالت می‌تواند باعث یک تعلق ضعیف شود.
درد در نوک پستان یا سینه به دلیل استفاده از روش‌های نادرست شیردهی است. عدم قرارگیری مناسب یکی از دلایل اصلی برای تغذیهٔ بی‌اثر است و می‌تواند منجر به نگرانی‌هایی دربارهٔ وضعیت سلامتی نوزاد شود. مطالعه‌ای در سال ۲۰۰۶ نشان می‌داد که آموزش ناکافی پدر و مادر، روش‌های شیردهی نادرست، یا هر دو با نرخ بالاتر از امکان قابل پیش‌گیری پذیرش بیمارستانی در نوزادان همراه بودند.
کودک ممکن است از نوک پستان پس از چند دقیقه یا پس از یک دوره طولانی‌تری فاصله بگیرد. تغذیه عادی در پستان می‌تواند با چند مکیدن (در نوزادان)، از ۱۰ الی ۲۰ دقیقه یا حتی بیشتر (با درخواست) خاتمه بیابد. گاهی‌اوقات، پس از به پایان رساندن یک پستان، مادر می‌تواند پستان دیگر را ارائه کند.
با اینکه بسیاری از زنان فرزند خود را در موقعیت گهواره‌ای شیر می‌دهند، راه‌های بسیاری برای نگه‌داشتن نوزاد در هنگام تغذیه وجود دارد که به آسایش مادر و کودک و ترجیح تغذیه کودک بستگی دارد. برخی از کودکان یک پستان را نسبت به دیگری ترجیح می‌دهند، اما مادر باید هر دو سینه را در هر بار شیردهی به نوزاد ارائه کند.
در هنگام شیردهی دوتایی، مادر قادر به حرکت کودک از یک سینه به دیگری نیست و آسودگی می‌تواند به معضلی برای مادر تبدیل شود. به این خاطر که شیردهی دوگانه باعث فشار بیشتری به شانه‌های می‌شود، مخصوصاً وقتی که نوزادان رشد می‌کنند، به مادران بسیاری دارای دوقلوها پیشنهاد استفاده از بالش‌های حمایت‌کننده می‌شود.

### شیردهی منحصربه‌فرد

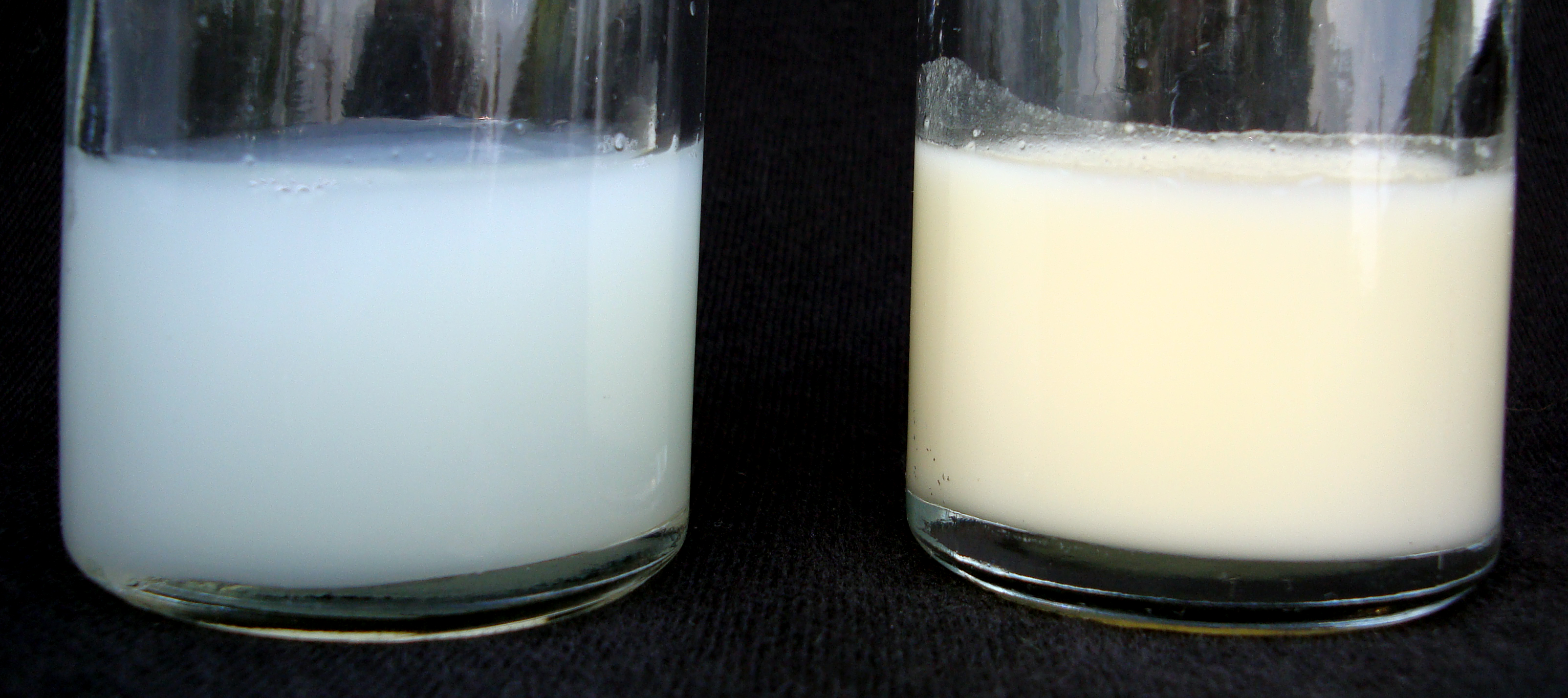
دو نمونه ۲۵ میلی‌لیتری از شیر سینه انسان: نمونه سمت چپ آغوز، شیر رقیقی که از سینه پر می‌آید. سمت راست شیری است که از سینه‌ای تقریباً خالی گرفته شده‌است.

شیردهی منحصربه‌فرد به عملی اطلاق می‌شود که مادر فرزند خود را بدون هیچ غذای اضافی دیگری همانند آب، آب‌میوه، شیر غیرانسانی و غذاهای اضافی، شیر دهی کند. البته در این موارد استثناهایی همچون ویتامین‌ها، مواد معدنی و داروها (با تجویز پزشک) وجود دارند. رهنمودهای ملی و بین‌المللی توصیه می‌کنند که همه نوزادان منحصراً برای شش ماه اول زندگی شیردهی شوند. شیردهی می‌تواند برای دو سال یا بیشتر همراه با غذاهای جانبی بعد از ماه ششم ادامه یابد. شیردهی انحصاری به‌طور چشمگیری مرگ و میر نوزادان در کشورهای در حال توسعه را با کاهش اسهال و بیماری‌های عفونی کاهش می‌دهد. همچنین نشان داده شده که شیردهی باعث کاهش انتقال اچ‌آی‌وی از مادر به فرزند، نسبت به تغذیه مخلوط می‌شود.
شیردهی منحصربه‌فرد نوزادان شامل تغذیه بین ۶ تا ۱۴ بار در یک روز می‌باشد. نوزادان تازه‌متولد شده بین ۳۰ تا ۹۰ میلی‌لیتر در هر بار تغذیه، شیر می‌خورند. پس از سن چهار هفتگی، نوزادان در در هر تغذیه حدود ۱۲۰ میلی‌لیتر مصرف می‌کنند. هر کودک متفاوت است، اما با رشد بیشتر، این مقدار نیز افزایش خواهد یافت. مهم است که نشانه‌های گرسنگی یک کودک شناخته شود. اینطور فرض می‌شود که کودک می‌داند چقدر شیر نیاز دارد و به همین دلیل توصیه می‌شود که کودک باید مقدار، زمان تکرار و طول هر یک دفعات شیردهی را خودش بخواهد. عرضه شیر از پستان با این تعداد، طول و میزان این دوره‌های تغذیوی مشخص می‌شود. وزن هنگام تولد نوزاد ممکن است عادت‌های غذایی‌اش را تحت تأثیر قرار دهد و مادران ممکن است از آنچه آن‌ها این شرایط را می‌بینند نیز تحت تأثیر قرار بگیرند. برای مثال، کودکی در سن حاملگی کم به دنیا آمده‌است و مادر برای این باور است که فرزندش نیاز به تغذیه بیشتری دارد؛ آن‌ها باید توسط درخواست نوزاد و نه درخواست خود برای شیردهی اقدام کنند.
اندازه‌گیری اینکه یک نوزاد به چه مقدار تغذیه نیاز دارد سخت خواهد بود اما کودکان به‌طور معمول نیازهای غذایی خود را رفع می‌کنند. نوزادانی که نمی‌توانند به اندازه کافی تغذیه کنند، ممکن است علائم اختلال رشد را بروز بدهند. در صورت لزوم، می‌توان به منظور برآورد میزان تغذیه، از پوشک (قنداق) خیس نوزاد این مسئله را دریافت: ۸ لباس خیس یا ۵–۶ مرطوب یکبار مصرف و ۲–۵ لباس کثیف در هر ۲۴ ساعت نشان دهندهٔ میزان قابل قبولی از شیر کافی برای نوزادان بزرگتر از ۵–۶ روز است. پس از ۲–۳ ماه، مقدار اندازه‌گیری مدفوع دقت کمتری را نشان می‌دهد تا آنجا که برخی از نوزادان عادی ممکن است تا ۱۰ روز بین هر مدفوع وقفه داشته باشند. نوزادان همچنین می‌توانند قبل و بعد از تغذیه وزن شوند.

### تولید شیر مادر
مواقعی که شیردهی مستقیم ممکن نیست، مادر می‌توانند با تولید شیر (به اختصار EBM) خود آن را برای کودک ذخیره کند. با ماساژ دستی یا استفاده از پمپ پستان، یک زن می‌تواند شیر خود را تهیه و آن را در کیسه‌های یخچال، یک سیستم پرستاری مکمل یا یک بطری برای استفاده سریع، ذخیره‌سازی کند. شیر مادر می‌تواند در دمای اتاق تا شش ساعت نگه‌داشته شود، یخچال‌شده آن تا هشت روز و یخ‌زده آن از چهار تا شش ماه قابل مصرف خواهد بود. تحقیقات نشان می‌دهد که فعالیت آنتی‌اکسیدانی در شیر در طول زمان کاهش می‌یابد اما هنوز هم برای جانشینی برای شیر جانشین نوزاد، در سطح بالاتری قرار می‌گیرد.

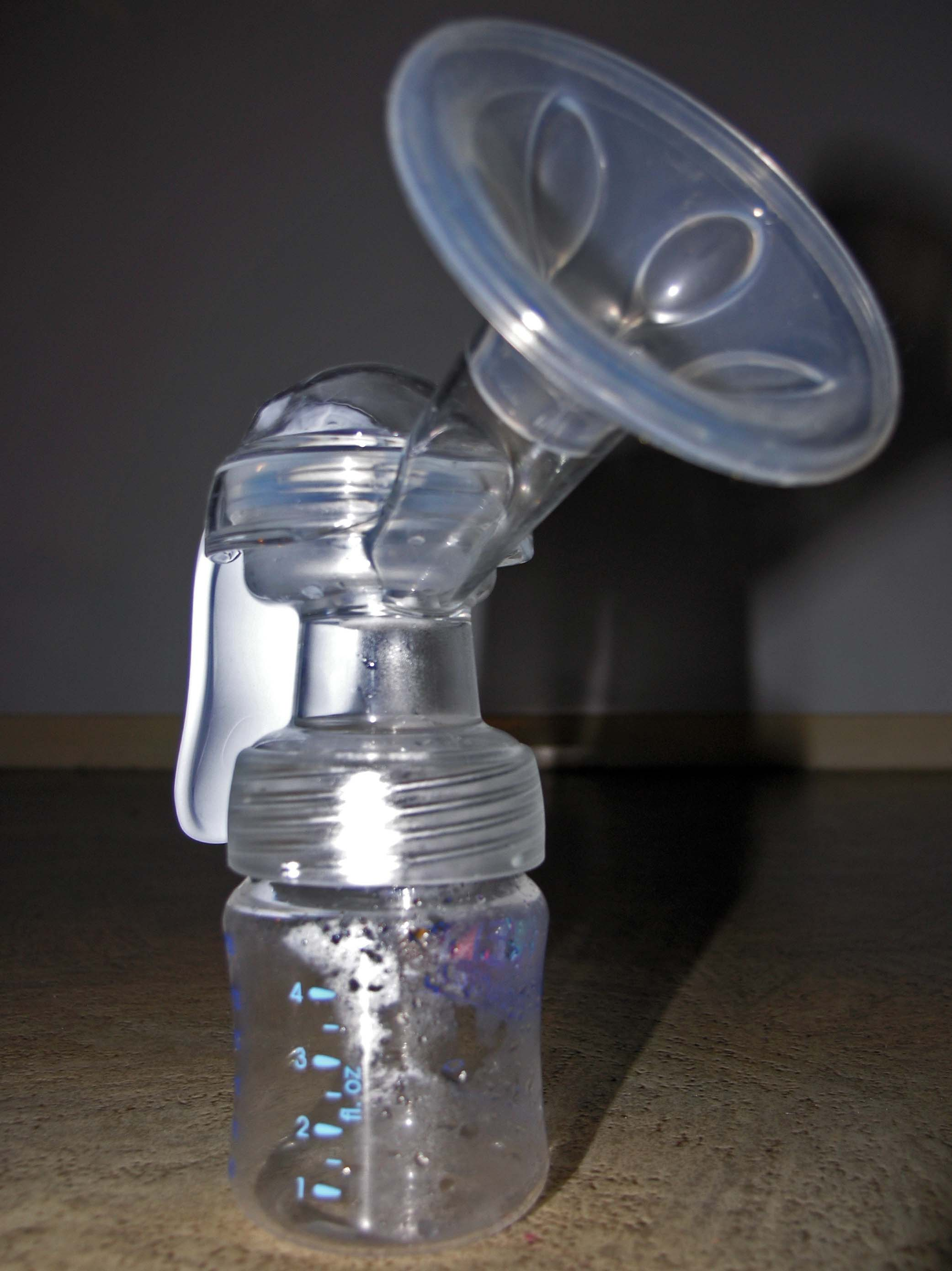
پمپ پستان دستی

شیر مادر تولید شده می‌تواند برای اوقاتی که مادر و فرزند دور هستند نگه‌داشته شود. در صورتی که یک نوزاد مریض قادر به خوردن نیست، شیر مادر می‌تواند از طریق یک لوله تغذیه معده‌ای خورانده شود.
تولید شیر همچنین می‌تواند برای مواقعی که مادر با شیردهی از طریق پستان مشکل دارد، مورد استفاده قرار گیرد، همانند وقتی که نوزاد باعث خراش و کبودی پستان می‌شود. اگر نوزادی بزرگتر، نوک پستان را گاز می‌گیرد، واکنش مادر مسلماً پرش و فریاد درد است که معمولاً به اندازه کافی برای تضعیف کودک از گاز گرفتن دوباره کافی است.
«تولید منحصری» یا «پمپاژ منحصری» واژه‌هایی هستند که برای مادرانی که فرزندان خود را از طریق تولید شیر منحصراً شیردهی می‌کنند و نه از طریق شیردهی رایج، به کار می‌روند. این‌کار می‌تواند به دلیل این‌که نوزاد قادر به نگاه‌داشتن سینه نیست، به وجود آید. با عادات خوب پمپاژ، به خصوص در ۱۲ هفته اول زمانی که تولید شیر در حال شروع است، تولید شیر برای تغذیه نوزاد تا زمانی که مادر می‌خواهد ممکن است.

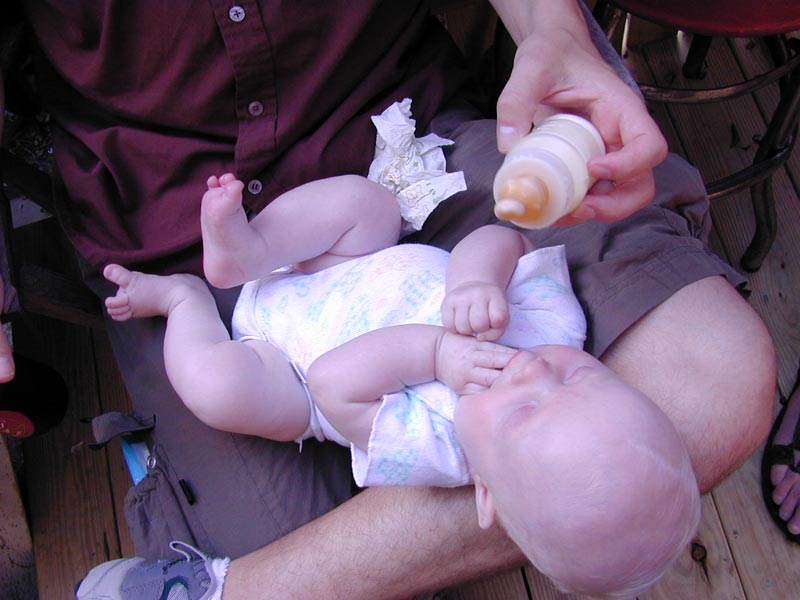
شیر تولید شده (EBM) یا شیر خشک که به نوزاد توسط بطری خورانده می‌شود.

به‌طور کلی توصیه می‌شود که استفاده از بطری شیر تولید شده برای شیردهی کودک را تا زمانی که کودک ۴–۶ هفته سن دارد و در مکیدن به‌طور مستقیم از پستان خوب است، به تأخیر بیندازید. به دلیل آن‌که مکیدن از بطری تلاش کمتری می‌خواهد، کودکان تمایل خود را از مکیدن پستان از دست خواهند داد. به این حالت توقف شیردهی یا سردرگمی نوک پستان می‌گویند. برای جلوگیری از این حالت، قبل از سنین ۴–۶ هفته شیر تولید شده به نوزاد داده نشود و در صورت داده شدن، توصیه می‌شود که شیر مادر به وسیله‌های دیگر مانند قاشق تغذیه یا فنجان به نوزاد خورانده شود. همچنین، EBM باید توسط کسی به غیر از مادر شیرده (یا دایه) به کودک داده شود تا کودک بتواند به راحتی با تغذیه از طریق شیرمادر به‌طور مستقیم توسط مادر یا دایه استفاده کند و همچنین بتواند به واسطه تغذیه توسط بطری همراه با دیگر افراد عادت کند.
برخی از زنان شیر تولیدشده خویش را به دیگران چه به‌طور مستقیم یا از طریق یک بانک شیر اهدا می‌کنند. اگرچه به‌طور تاریخی، استفاده از پرستاران معمول بوده‌است، اما بعضی از زنان دوست ندارند کودک خود را با شیر زن دیگری تغذیه کنند؛ دیگران از اینکه فرزندشان می‌تواند از مزایای شیرمادر بهره‌مند شود قدردانی می‌کنند. تغذیه با شیر تولید شده —یا از طریق اهدا کنندگان یا مادر خود کودک— به یکی از روش‌های انتخابی تغذیه برای نوزادان زودرس می‌باشد. انتقال برخی بیماری‌های ویروسی از طریق شیردهی می‌توانند با تولید شیر مادر و در معرض قراردادن آن به پاستوریزه‌سازی، جلوگیری شوند.

#### نگهداری شیر مادر تولید شده

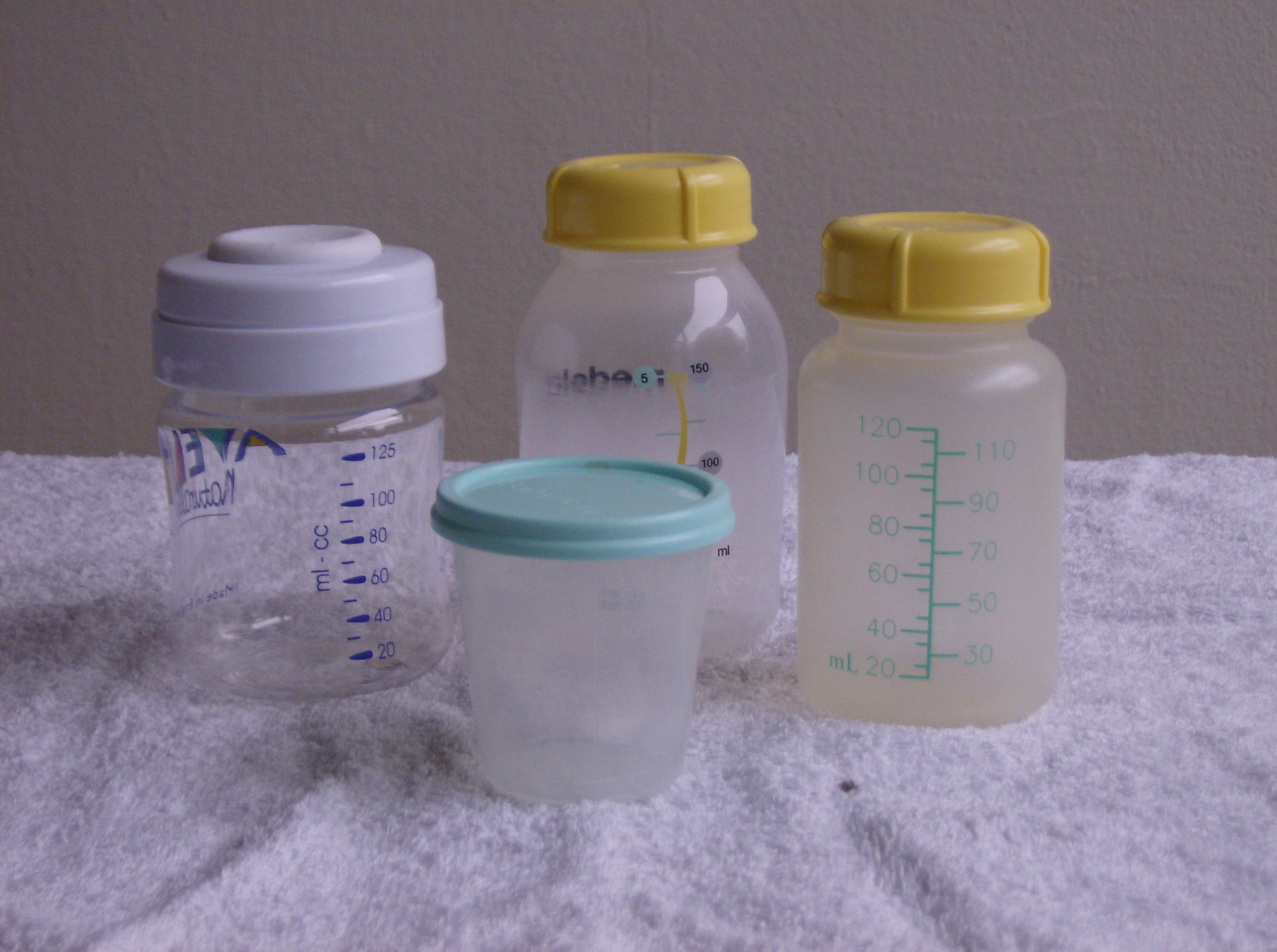
شیشه‌های استاندارد نگهداری شیر مادر

شیر مادر تولید شده می‌تواند برای استفاده بعدی ذخیره شود که پیشنهاد می‌شود در ظرف‌های نگهداری‌کننده سخت و عایق هوا نگهداری شود. مدت‌زمانی که شیر به‌طور امن می‌تواند برای هر بار استفاده نوزاد نگهداری و برای موارد بعدی استفاده شود در جدول زیر آمده‌است.
| محل نگهداری                               | دما   | دما  | بیشترین زمان نگهداری |
| ----------------------------------------- | ----- | ---- | -------------------- |
| در یک اتاق                                | ۲۵°C  | ۷۷°F | شش تا هشت ساعت       |
| کیسه‌های حرارتی عایق شده با یخ‌های فشرده‌شده |       |      | تا ۲۴ ساعت           |
| در یخچال                                  | ۴°C   | ۳۹°F | تا ۵ روز             |
| در فریز داخل یک یخچال                     | -۱۵°C | ۵°F  | دو هفته              |
| یخچال و فریزر ترکیب‌شده با درب‌های مجزا     | -۱۸°C | ۰°F  | ۳ تا ۶ ماه           |
| فریزرهای تمام یخ و قوی                    | -۲۰°C | -۴°F | ۶ ماه تا یک‌سال       |

### تغذیه مخلوط
تغذیه مخلوط به معنی تغذیه کودک با شیرمادر به‌علاوه شیر خشک و غذاهای جانشین و حتی آب، با توجه به سن، می‌باشد. نوزادان در هنگام تغذیه با پستانک‌های مصنوعی تفاوت بیشتری نسبت به تغذیه با پستان نشان می‌دهند. در پستان، زبان نوزاد به جای مکیدن شیر آن را لمس و شیر را خارج می‌کند. با پستانک مصنوعی، نوزاد تا زمانی که شیر می‌آید خواهد خورد زیاد مکیدن بسیار روان و ساده‌است، در نتیجه امکان پرخوری وجود دارد. از آنجا که جریان ثابت است، و نوزاد قصد پایان دادن را ندارد، مخلوط کردن شیردهی و تغذیه با شیشه شیر (یا استفاده از پستانک) قبل از این که نوزاد به تغذیه از مادرش عادت کرده باشد، می‌تواند نتیجه‌ای داشته باشد که نوزاد بطری را بیشتر به پستان ترجیح دهد. برخی از مادران تغذیه را با استفاده از یک سرنگ یا پیمانه کوچک انعطاف‌پذیر به منظور کاهش خطر از اولویت نوک پستان مصنوعی، انجام می‌دهند. هنگام استفاده از بطری، مهم است که به پذیرش کودک برای استفاده از کمترین جریان (و فقط به دلیل آن‌که نوزاد بزرگتر می‌شود از جریان سریع‌تری استفاده نشود) و تغذیه با یک حالت آهسته، توجه شود. کودک باید تقریباً عمودی قرار بگیرد و بطری باید فقط کمی فشرده شود تا مقداری شیر به نوزاد برسد. شیردهی از طریق بطری باید همان‌قدر طول بکشد که شیردهی از طریق پستان طول می‌کشد. شیردهی سریع‌تر به راحتی منجر به شیردهی اضافی و پرخوری می‌شود.

### شیردهی دوتایی

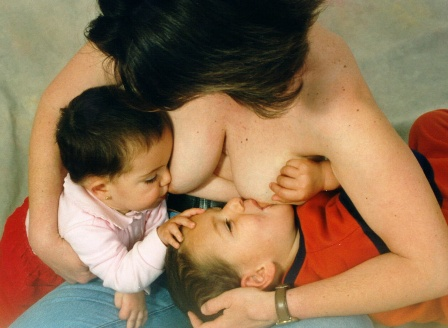
مادری در حال شیردهی دوتایی دوقلوهایش

تغذیه دو فرزند به صورت همان زمان را شیردهی دوتایی می‌نامند، شایع‌ترین علت برای شیردهی دوتایی تولد دوقلوها است، اگرچه خانمهایی که دارای فرزندهایی با فاصله زاده شدن نزدیک دارند، می‌توانند و باید به ادامه شیردهی از جوان‌ترها همراه با کوچک‌ترها بپردازند. از آنجا که عادت‌های تغذیه و اشتهایی هر نوزاد ممکن است یک چیز نباشد، این می‌تواند به معنای تغذیه هر یک از آن‌ها با توجه به نیازهای فردی‌اش باشد و همچنین می‌تواند شامل شیردهی آن‌ها با یکدیگر —هر کدام یک پستان— شود. دوقلوها می‌توانند هم‌زمان از دو سینه مادر شیر بخورند، این روش در تداوم شیردهی و افزایش میزان شیر مادر مؤثر است. هر کدام از دوقلوها به یک سینه و هربار از یک سینه مادر در عین حال که هر دو سر روی سینه مادر و تنه آن‌ها زیر بغل مادر است می‌توانند شیر بخورند.
در موارد سه‌قلو یا بیشتر، شیردهی به عنوان چالشی برای مادر برای سازماندهی شیردهی تمام نوزادان است. در حالی که سینه می‌تواند به تقاضاها پاسخ داده و تولید مقدار زیادی از شیر را کند، استفاده از اختیاراتی برای زنان رایج است. با این حال، برخی از مادران توانسته‌اند با موفقیت شیردهی سه‌قلو را انجام‌دهند. برای جلوگیری از خسته شدن هنگام شیردهی دوتایی، می‌توان از چند حوله بزرگ یا بالشهای مخصوص شیردهی برای کمک به قرارگرفتن و ثابت ماندن نوزادها در وضعیت مناسب، استفاده کرد.
شیردهی دوتایی همچنین ممکن است هنگامی که یک زنی با نوزاد شیرده، زایمان جدیدی کند رخ دهد. در مراحل آخر حاملگی شیر به آغوز تغییر خواهد کرد، و برخی از شیرخواره‌های بزرگتر حتی با وجود این تغییر ممکن است ادامه به شیر خوردن کنند، در حالی که دیگران ممکن است شیر خوردن را به دلیل تغییر در طعم یا کاهش عرضه ترک‌کنند. تغذیه کودک در حالت بارداری به دلیل این‌که مادر برای هر دو کودک (جنین در رحم و نوزاد زاده‌شده) مواد غذایی فراهم می‌کند، به عنوان نوعی از شیردهی دوتایی محسوب می‌شود.

### طول مدت شیردهی
در ایالات متحده آمریکا، مطالعه‌ای منتشر شده توسط مرکز کنترل و پیشگیری بیماری نشان داد که ۷۵ درصد از مادران شیردهی می‌کنند. با این حال، در ۶ ماه، این میزان به ۴۳٪ کاهش می‌یابد و فقط ۲۲٪ بعد از یک سال بود. میزان شیردهی در سراسر کشور متفاوت است، این میزان از نزدیک به ۹۰ درصد شیردهی در یوتا تا ۵۲٫۵ درصد در می‌سی‌سی‌پی گزارش می‌دهد. قانون مراقبت سلامتی اکنون کارفرمایان را موظف به ارائه فضا و مکان لازم —نه یک توالت— برای مادران کرده‌است، تا بتوانند شیر تهیه کنند.

### شیردهی پایدار
استراتژی جهانی برای تغذیه نوزادها و کودکان خرد (به اختصار IYCF) شیردهی منحصربه‌فرد را برای مدت ۶ ماه و تداوم تغذیه با شیر مادر با مواد غذایی مناسب مکمل به مدت ۲ سال و فراتر از آن را ضروری می‌داند. مجمع بهداشت جهانی (به اختصار WHA) یک استراتژی جهانی را در قطعنامه WHA55.25 در مه ۲۰۰۲ اتخاذ کرده‌است.

### شیردهی مشترک
شیردهی یک کودک توسط چند زن به صورت مشترک در سراسر جهان و هنوز هم در کشورهای در حال توسعه مانند کشورهای آفریقا یک چیز شایع است. شیردهی مشترک یک عامل خطر برای عفونت اچ‌آی‌وی در نوزادان است. زنی که برای شیردهی به نوزاد دیگری استخدام شده‌است، به عنوان دایه شناخته می‌شود. دین اسلام بین رابطه ایجاد شده این زن و نوزادان شیرده وی قانونی وضع کرده‌است که طبق آن بین نوزادان، هنگامی که بزرگ شوند، خواهر و برادر شیری (از یک دایه شیر خورده‌اند) به عنوان خواهر و برادر خونی در نظر گرفته می‌شوند و نمی‌توانند طبق قوانین محرم با یکدیگر ازدواج کنند. شیردهی مشترک می‌تواند واکنش‌های منفی قوی را در مناطق انگلاسفیر ایجاد کند؛ یکی از طرفداران فعال حقوق زنان جنیفر بامگاردنر در مورد تجربه‌های خود در مورد این موضوع در نیویورک نوشته بود.

### از شیر گرفتن
از شیر گرفتن روند معرفی مواد غذایی دیگر به نوزاد و کاهش عرضه شیر مادر است. نوزاد زمانی کاملاً از شیر گرفته می‌شود که دیگر هیچ شیری از مادر تقاضا نکند و نخورد. در اغلب پستانداران، تولید آنزیم لاکتاز در پایان از شیر گرفتن متوقف می‌شود، و تبدیل به ناسازگاری با لاکتوز می‌شود. انسان‌ها اغلب دارای نوعی دگرگونی با فرکانسی که درجه اول به زمینه‌های قومی بستگی دارد، می‌باشند که تولید لاکتاز را در طول زندگی اجازه می‌دهد و به همین ترتیب می‌توانند فراتر از دوران کودکی شیر - معمولاً شیر گاو یا شیر بز - بنوشند. در انسان، عوامل روانی شامل در روند از شیر گرفتن برای هر دوی مادر و نوزاد بسیار مهم است و به عنوان مسائل مربوط به نزدیکی و جدایی بسیار برجسته در این مرحله از زندگی یاد می‌شوند.
در گذشته در برخی از کشورها به منظور کاهش تراکم خون پستان در بسیاری از زنان در طول روند از شیر گفتن، از داروی بروموکریپتین استفاده می‌گردید. در حال حاضر این‌کار به دلیل عوارض جانبی فراوان آن، ارائه مزیت بسیار کمی بر مدیریت غیر پزشکی و احتمال عوارض جانبی جدی فقط در موارد خاص انجام می‌شود. دیگر داروها مانند کابرگولین، لیژوراید یا قرص‌های کنترل تولد ممکن است گاهی اوقات به عنوان موانع دوره شیرواری استفاده شوند.

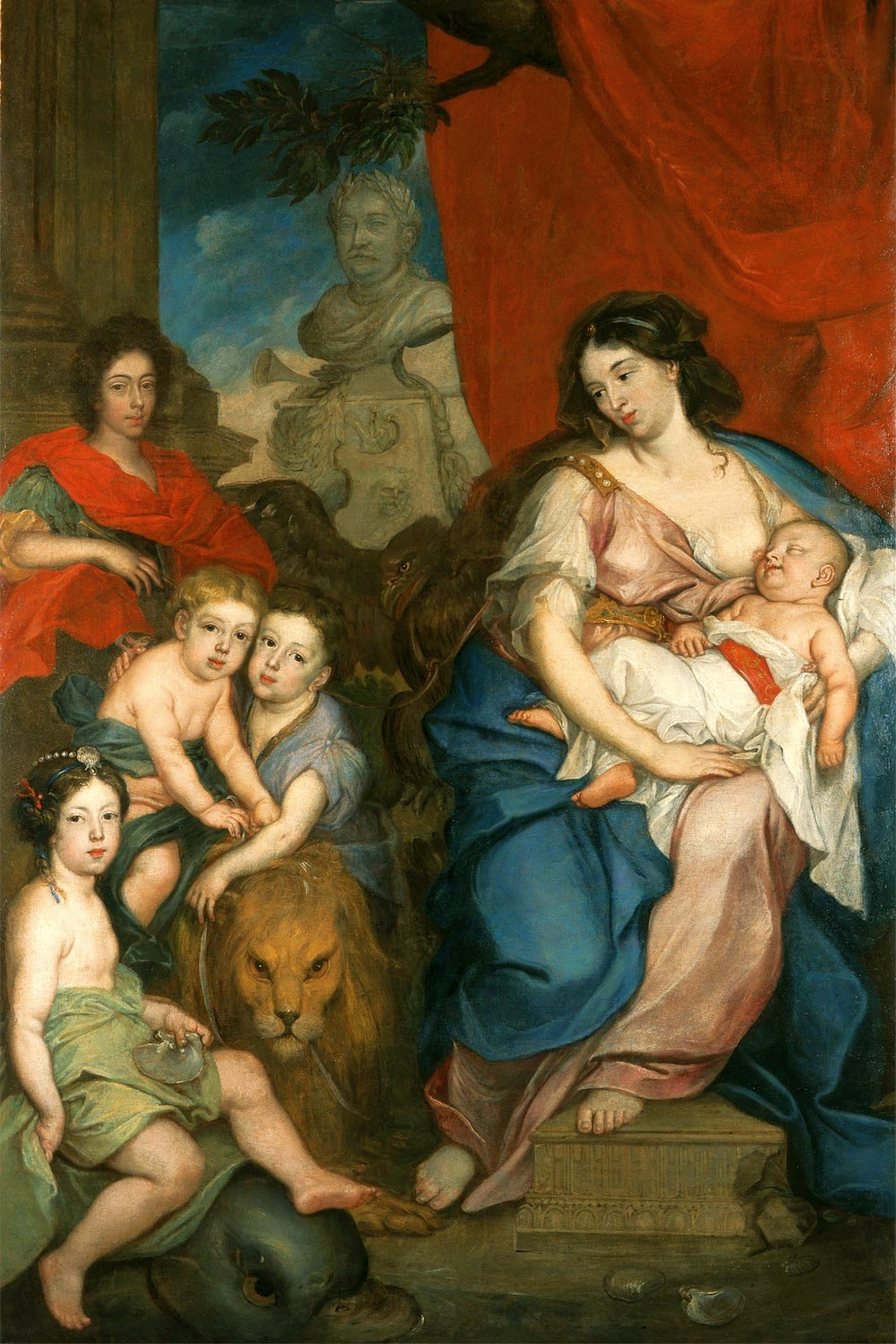
ملکه ماری کزیمیر از لهستان با کودکان اثر جرزی سیمای‌جیناوزکی، ۱۶۸۴.

زمان از شیر گرفتن در کشورهای مختلف، متفاوت است. انجمن متخصصین پزشکی اطفال آمریکا شیردهی تا یک‌سال را ضروری می‌دانند و سازمان بهداشت جهانی تداوم شیردهی تا پایان دو سالگی کودک را به شدت توصیه می‌کند. آخرین اطلاعات و توصیه‌ها سنین ۲ تا ۴ سالگی را پیشنهاد می‌کنند. با این حال تصمیم در مورد از شیر گرفتن بستگی به شرایط جسمی-روانی مادر و کودک و ویژگی‌های خانواده دارد.

## تاریخچه شیردهی

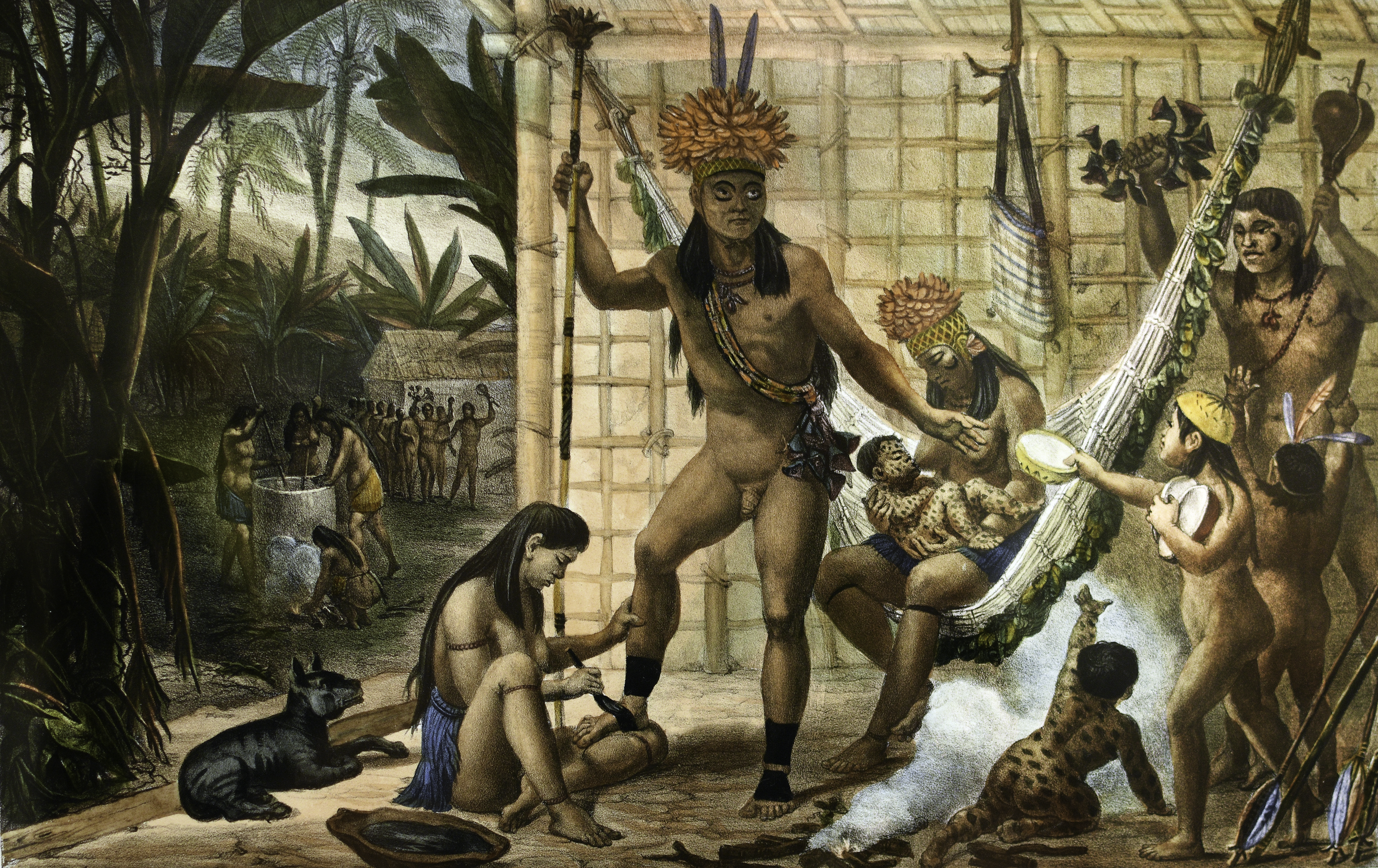
خانواده‌ای از یک کاماکن در حال آماده شدن برای جشن اثر جین-بپتیست رپرت که زنی را در انتها در حال شیردهی نشان می‌دهد.

برای صدها هزار سال، انسان‌ها همانند همهٔ پستانداران دیگر، به نوزادان خود شیر می‌دهند. پیش از قرن بیستم، افزودن جایگزین برای شیر مادر نادر بود. تلاش‌هایی در قرن ۱۵اُم در اروپا برای استفاده از شیر گاو یا بز مثبت نبود. در قرن ۱۸اُم، آرد یا غلات مخلوط با براث به عنوان جایگزین برای شیر مادر معرفی شدند، اما این هم نتیجه مطلوبی را در پی نداشت. شیر خشک تجاری صحیح، در اواسط قرن ۱۹ در بازار عرضه شد اما تا پس از جنگ جهانی دوم از آن‌ها استفاده‌ای وسیع نشد. همان‌طور که کیفیت‌های برتر از شیر مادر در مطبوعات پزشکی بیشتر نمایان شد، به همان‌قدر تغذیه با شیر مادر افزایش یافت و کشورهای مختلف اقدام‌های لازم برای قانونی کردن حمایت از حقوق کودکان و مادران را افزایش دادند.
در مصر، یونان و امپراتوری‌های روم زنان عموماً فقط فرزند خودشان را شیردهی می‌کردند. اگرچه شیردهی بعدها به عنوان چیزی عادی برای خانواده سلطنتی تلقی می‌گردید و دایه‌ها گاهی برای شیردهی اطفال سلطنتی استخدام می‌گردیدند. این البته در طول سال‌ها، مخصوصاً هنگامی که زنان نام‌دار از اروپای شرقی شروع به استخدام دایه‌ها کردند ادامه داده‌شد.
مطابق با برخی از ادبیات‌های برهمنی، شیردهی در سده دوم در هند پس از روز پنجم تا هنگامی که آغوز دور انداخته شود و شیر مادر واقعی جاری شود، اجرا می‌گردید.
در ژاپن زنان به صورت سنتی در در خانه زایمان می‌کردند و با کمک ماساژ پستان، فرزندان خود را شیر می‌دادند. از شیر گرفتن نیز دیر انجام می‌گردید و در مواردی نادر شیردهی حتی تا شروع نوجوانی دوام می‌داشت. بعد از جنگ جهانی دوم، علم طب اروپایی وارد ژاپن شد و زنان شروع به زایمان در بیمارستانها کردند که بعد از آن به صورت معمول نوزاد به شیرخوارگاه سپرده می‌شد و شیر خشک می‌خورد. در سال ۱۹۷۴ تبلیغات دولت در مورد مزایای شیردهی باعث شد که توجه مردم به آن دوباره جلب شده و به مزایای آن پی‌ببرند. ژاپن توانست به عنوان اولین کشور توسعه یافته‌ای باشد که بتواند طرح بیمارستان دوستانه نوزاد را اجرا و تا سال ۲۰۰۶ بیش از ۲۴ سامانه از آن را داشته‌باشد.

## دیدگاه اجتماعی به شیردادن اجتماعی

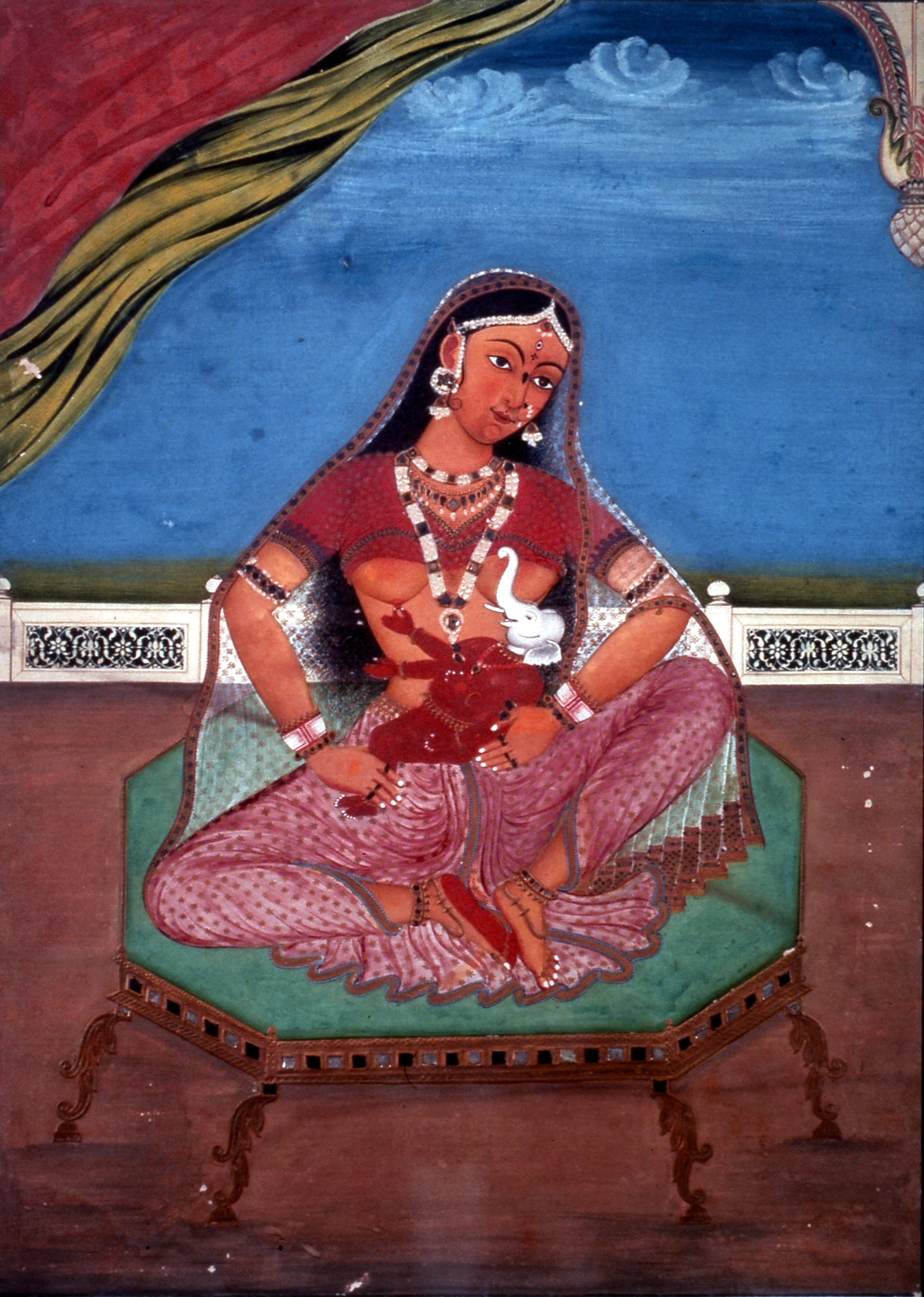
الهه پارواتی، در حال شیردهی پسرش گانش یکی از مورد احترام‌ترین خدایان هندوییسم

نیاز یک کودک به شیردهی نمی‌تواند به صورت مطمئنانه شناسایی شود، پس قوانین مشروع و عمومی در مورد قانون پوشش لباس و در معرض دید قراردادن تن برهنه بیشتر برای همین نیاز اتخاذ شده‌اند. بیشتر قوانین در سراسر جهان، شیردهی در اجتماع را ممکن می‌کنند و شرکت‌ها را برای منع کردن آن در محل کار، منع می‌کنند، اما بعضی مردم ممکن است از دیدن یک مادر با سینه باز و در حال شیردهی خشنود نشوند. بعضی مادران شیرده ممکن است نسبت به شیردهی در اجتماع بی‌میلی نشان دهند.

### مناطق مختلف و برخوردها
شیردهی در اجتماع در کشورهای مختلف بسته به فرهنگ و نظام کشور واکنش‌های متفاوتی دارد. برخی کشورها که در آن‌ها برای شیردهی قوانینی وضع شده‌اند به ترتیب زیر می‌باشد.

#### کانادا
در کانادا، منشور حقوق و آزادی کانادایی حمایت‌هایی تحت برابری جنسی می‌دهد. اگر چه سازمان حمایت از حقوق بشر کانادا به صراحت شیردهی را در فهرست قرار نداده‌است.

#### چین
در شانگهای، شیردادن در اجتماع شرم‌آور تلقی می‌شود. مبارزه‌هایی برای ساختن اتاق‌هایی برای نوزادان انجام گرفته بود.

#### عربستان سعودی
زنان در عربستان سعودی به راحتی حق شیردهی نوزادان خود را در عموم دارند حتی اگر زیر برقع یا حجاب باشند.

#### بریتانیا
شیردهی در اجتماع (رستوران‌ها، کافه‌ها، کتابخانه‌ها و غیره) تحت قانون ۱۹۷۵ تبعیض جنسی حمایت شده‌است. اگر کودک زیر سن ۶ ماه است، مادر دارای حمایت‌های بیشتری تحت لایحه الحاقی سال ۲۰۰۸ می‌باشد که حقوق بیشتری را برای مادران فراهم آورده‌است.
مطالعه‌ای از وزارت بهداشت بریتانیا نشان داد که ۸۴٪ (در حدود ۵ از ۶ نفر) از جمعیت بریتانیا شیردهی را در اجتماع در صورتی که با احتیاط انجام شود، عملی پسندیده می‌بینند، با این حال ۶۷٪ (۲ از ۳) مادران بریتانیایی در مورد افکار عمومی در مقابل شیردهی در اجتماع نگران هستد. در اسکاتلند برای مبارزه با این ترس‌ها، پارلمان اسکاتلند قانون حفاظت از آزادی زنان برای شیردهی عمومی را در سال ۲۰۰۵ تصویب کرد. این قانون اجازه می‌دهد تا کسی که از شیردهی در اماکن عمومی جلوگیری می‌کند بیش از ۲۵۰۰ یورو جریمه می‌شود.

#### ایالات متحده
تخصیص لایحه‌ای در مجلس نمایندگان ایالات متحده آمریکا (HR 2490) با اصلاحیه‌ای به‌طور خاص با اجازه شیردهی عمومی همراه بود که به صورت قانون در ۲۹ سپتامبر ۱۹۹۹ به امضا رسید. این موضوع تصریح شده که هیچ‌کدام از سرمایه‌های دولت نباید زنان را در شیردهی فرزندان‌شان ممنوع در ساختمان‌های فدرال یا در اموال فدرال ممنوع کند. علاوه بر این، قانونی عمومی از ایالات متحده که در سال ۱۹۹۹ به تصویب رسیده بود، به‌طور خاص فراهم می‌کند که «در صورتی که زن و فرزندش مجاز به بودن در داخل یک ساختمان یا مکان دولتی هستند، او (مادر) مجاز هستند که فرزند خود را در هر نقطه ممکن شیردهی کند.» این قانون مربوط به تمام ایالات‌های آمریکا و هر ایالات قانون را به صورت اصلی پذیرفته و اجرا می‌کند.

## نقش بازاریابی
بحث‌ها و جدال‌هایی تاکنون به‌خاطر بازاریابی از شیر مادر در مقابل شیرخشک به‌وجود آمده‌است؛ به خصوص این‌که چگونه می‌تواند آموزش و درک (و یا عدم درک) مادران را از فواید بی‌شمار شیردهی در کشورهای جهان سوم تحت تأثیر خود قرار دهد. معروف‌ترین مثال در این زمینه می‌تواند تحریم شرکت نستله در ۱۹۷۷ باشد، که در دهه ۱۹۷۰ به وجود آمد و توسط ستاره‌های معروف و گروه‌های بین‌المللی تا این روز پشتیبانی می‌شود.
در سال ۱۹۸۱، مجمع بهداشت جهانی قطعنامه WHA34.22 را که قانون بین‌المللی بازاریابی از جایگزین شیر مادر را نیز شامل می‌گردید به تصویب رسانید.

## اتحاد جهانی اقدام برای شیردهی
اتحاد جهانی اقدام برای شیردهی (به اختصار WABA) شبکه‌ای ارتباطی بین افرادی است که به صورت جهانی برای گسترش شیردهی و فرهنگ شیردادن اقدام می‌کنند. این گروه با مشکلات از چندین دیدگاه شامل شیردهی، سلامت مادران و مشاورین شیردهی برخورد می‌کنند. در میان تمام مراکز و مؤسسه‌هایی که برای پیدایش WABA نقش داشتند، دریک جلیف و پاتریس جلیف دو متخصص امور اطفال و تغذیه نوزادان در هویدا کردن و انجام دادن چندین ابتکارهای اولیه نقش بزرگی داشتند.

### هفته جهانی شیردهی
هفته جهانی شیردهی که توسط WABA، سازمان بهداشت جهانی، یونیسف و دیگر سازمان‌های دولتی و مستقل اداره می‌شود به هفت روز از هر سال که از ۱ اوت شروع و تا ۷ اوت ادامه دارد گفته می‌شود. این مراسم جهانی، سالانه برای پیوستن تمامی حامیان، دولت‌ها و مؤسسه‌های شیردهی در سراسر جهان در بیش‌تر از ۱۷۰ کشور انجام می‌شود.

## بیمارستان دوست‌دار کودک

لوح طرح بیمارستان دوست‌دار کودک در یکی از بیمارستان‌های ایران، تهران

طرح بیمارستان دوست‌دار نوزاد (به اختصار BFHI) برنامهٔ جهانی مشترکی از سوی سازمان بهداشت جهانی، اتحاد جهانی اقدام برای شیردهی، یونیسف و دیگر سازمان‌ها می‌باشد که در سال ۱۹۹۱ پس از طرح‌ها و اعلامیه‌های سال ۱۹۹۰ پایه‌گذاری و بهره‌برداری شد. این طرح تلاشی جهانی برای بهبود نقش مادری و خدمت به مادران شیرده و نوزادان‌شان برای شروع بهتری در زندگی می‌باشد. هدف اصلی این طرح بهبود سلامت زنان حامله، مادران با نوزادان تازه‌ زاده‌ شده و نوزادان با امکانات پزشکی برای مراقبت، ترویج فرهنگ‌های شیردهی و حمایت آن‌ها مطابق با قانون بین‌المللی بازاریابی از جایگزین شیر مادر می‌باشد. این طرح هم‌اکنون در بیش از ۱۲۰ کشور دنیا انجام می‌پذیرد.
در ایران مطابق با اعلام علیرضا مصداقی‌نیا، معاون بهداشت وزارت بهداشت، درمان و آموزش پزشکی در همایش روز جهانی شیر مادر اعلام کرد که در ایران به‌طور کلی تا سال ۱۳۸۸ تعداد ۴۳ بیمارستان دوست‌دار کودک و مادر فعال هستند و همچنین ۵۰۰ بیمارستان باید به این طرح اضافه شود.
در دانشگاه ایران از ۴۶ بیمارستان دوست‌دار کودک تحت پوشش، ۳۲ بیمارستان در غرب تهران، ۸ بیمارستان در کرج، ۳ بیمارستان در شهریار، ۱بیمارستان در ساوجبلاغ و ۱بیمارستان در نظرآباد واقع هستند. از این بیمارستان‌ها ۱۶ بیمارستان دولتی، ۲۳ بیمارستان خصوصی، ۶ بیمارستان تأمین اجتماعی و ۱ بیمارستان خیریه می‌باشند.

## معادل‌های انگلیسی
1. ↑  Breastfeeding
2. ↑  Sucking Reflex
3. ↑  Infant Formula
4. ↑  Human T-lymphotropic virus
5. ↑  Tuberculosis
6. ↑  World Health Organization
7. ↑  American Academy of Pediatrics
8. ↑  Agency for Healthcare Research and Quality
9. ↑  Bile Salt Stimulated Lipase
10. ↑  Lactoferrin
11. ↑  Immunoglobulin A
12. ↑  Otitis Media with Effusion
13. ↑  Upper Respiratory Tract Infections
14. ↑  Urinary Tract Infections
15. ↑  Horwood, Darlow
16. ↑  Prospective Cohort Study
17. ↑  FADS2
18. ↑  Docosahexaenoic Acid
19. ↑  Arachidonic Acid
20. ↑  Diabetes Mellitus Type 1
21. ↑  Diabetes Mellitus Type 2
22. ↑  Extreme Obesity
23. ↑  Necrotizing Enterocolitis
24. ↑  Celiac Disease
25. ↑  Gluten
26. ↑  University of Wisconsin
27. ↑  C-Reactive Protein
28. ↑  Ovarian Cancer
29. ↑  Endometrial Cancer
30. ↑  Prolonged Lactational Amenorrhea
31. ↑  Nipple Confusion
32. ↑  Rooming-in Care
33. ↑  Expressing Breast Milk
34. ↑  Exclusively Expressing
35. ↑  Exclusively Pumping
36. ↑  EPing
37. ↑  Nursing Strike
38. ↑  Nipple Confusion
39. ↑  Mixed Feeding
40. ↑  Tandem Breastfeeding
41. ↑  Shared Breastfeeding
42. ↑  Weaning
43. ↑  World Alliance for Breastfeeding Action
44. ↑  World Breastfeeding Week
45. ↑  Baby Friendly Hospital Initiative

## بیشتر بخوانید
- مایکلس بامسلگ ن. (1995). شیر، پول و جنون: فرهنگ و سیاست‌های شیردهی. وست‌پورت کان.: برگین اند گاروی. ISBN 0-89789-407-3.
- ب. هاوزمن (2003). شیر مادر: جدال‌های شیردهی در فرهنگ آمریکا. نیویورک: روتلج. ISBN 0-415-96656-6.
- ک. هاگینز (1999). دستیار پرستاری مادر (چهارمین ed.). بوستون، ماساچوست: انتشارات عمومی هاروارد. ISBN 1-55832-152-7.
- جی. پرایور (1997). مادر پرستار، مادر مشغول به کار: راهنمایی ضروری برای شیردهی و نزدیک بودن به طفل‌تان بعد از آنکه به کار بازمی‌گردید. بوستون، ماساچوست.: انتشارات عمومی هاروارد. ISBN 1-55832-116-0.
- تورگوس گاچ (2004). استعداد زنانه شیردهی (هفتمین ed.). شامبورگ، ایلی‌نویز: لالش لیگ اینترنشنال. ISBN 0-912500-98-0.